# Jeruzalém
Jeruzalém (hebrejsky יְרוּשָׁלַיִם‎,  Jerušalajim, arabsky القُدس‎,  al-Kuds) je, co do rozlohy a počtu obyvatel, největší město Izraele, kde na území o rozloze 125,1 km² žije celkem 901 300 obyvatel (údaje z konce roku 2017). Izrael a Palestina považují Jeruzalém za své hlavní město, podle interního informačního podkladu českého Parlamentního institutu však většina zemí pokládá za hlavní město Izraele Tel Aviv. Jeruzalém se nachází v Judských horách na hranici úmoří Středozemního a Mrtvého moře na okraji Judské pouště. Současný Jeruzalém se rozrůstá daleko za hranicemi Starého Města.
Historie města sahá až do 4. tisíciletí př. n. l. a činí tak z Jeruzaléma jedno z nejstarších měst na světě. Jeruzalém je nejsvětějším místem judaismu a duchovním centrem židovského národa. Nachází se v něm však také množství významných starověkých křesťanských míst a je považováno za třetí nejsvětější místo islámu.
Nejsvětější místa tří monoteistických náboženství se rozkládají ve Starém Městě na celkové rozloze necelého čtverečního kilometru a zahrnují Chrámovou horu, Západní zeď, baziliku Svatého hrobu, Skalní dóm a mešitu al-Aksá. Staré Město, které je společně s jeruzalémskými hradbami zapsáno na seznamu světového dědictví UNESCO, se tradičně dělí do čtyř čtvrtí (arménské, křesťanské, židovské a muslimské), jejichž názvy však byly zavedeny až v 19. století. V průběhu dějin byl Jeruzalém dvakrát zničen, 23krát obléhán, 52krát napaden a 44krát dobyt.
Na počátku 21. století zůstává status Jeruzaléma jedním z klíčových problémů izraelsko-palestinského konfliktu. Izraelská anexe východního Jeruzaléma byla označena za nelegální okupaci a opakovaně kritizována Organizací spojených národů (OSN). Palestinská národní rada označila v roce 1988 Jeruzalém za hlavní město státu Palestina. V důsledku rezoluce Rady bezpečnosti OSN číslo 478 (z roku 1980) přesunula většina států světa svá velvyslanectví mimo Jeruzalém.

## Etymologie

### Hebrejština
Nejstaršími dokumenty, zmiňujícími jméno Jeruzaléma, jsou egyptské klatebné nápisy (z 19. a 18. stol. př. n. l.), kterými byli proklínáni potenciální nepřátelé Egypta, kteří jej napadali často právě z oblasti Syropalestiny. Jméno města se v těchto nápisech objevuje jako „Ašamam“ nebo „Rašlamam“.
Souhlásky š a m se pak objevují i v podobném pojmenování – knize Genesis zmiňován „Melchisedech, král Šálemu“ – města, které je ztotožňováno s Jeruzalémem. Pojmenování tohoto města jako „Jebús“ pak vychází od Jebusejců, kteří město původně obývali. Jméno Jeruzalém možná vzniklo spojením těchto dvou výrazů do „Jebús-Šálem“. Tradice pak slovo „Jeruzalém“ vykládá jako „město pokoje“ (hebrejsky ´ír šalom). Vznik pojmenování je však stále nejasný.
Podle midraše má Jeruzalém celkem 70 jmen, mnohá z nich jsou básnická. Některé tyto výrazy jsou však užívány dodnes, zejména „Město Davidovo“ nebo „Sijón“ (pojem Sijón však označuje spíše Chrámovou horu).

### Ostatní jazyky
V roce 131 nechal postavit císař Hadrianus na troskách Jeruzaléma římské město, které bylo pojmenováno „Colonia Aelia Capitolina“ – Aelius bylo jedno z jmen císaře Hadriana a slovo „Capitolina“ je na počest římského nejvyššího boha Jupitera Kapitolského.
V arabštině je rozšířeným jménem pro Jeruzalém „al-Quds“ (القُدْس‎), což doslova znamená „svatost“, je také používáno v mnoha kulturách ovlivněných islámem, první užití tohoto jména můžeme sledovat do 9. století, 200 let po dobytí města. Avšak původní název pro Jeruzalém v arabštině pochází právě z latinského „Aelia“ – „Ilija“ (arabsky إلياء‎). a بَـيْـت الْـمَـقْـدِس‎ (Bajt ul-Maqdis) či بَـيْـت الْـمُـقَـدَّس‎ (Bajt ul-Muqaddas), z čehož vzniklo jméno al-Quds. Tyto názvy pocházejí z hebrejského názvu pro chrám בית המקדש‎ (bejt ha-mikdaš, svatyně).

## Dějiny

### Vznik města a období prvního Chrámu

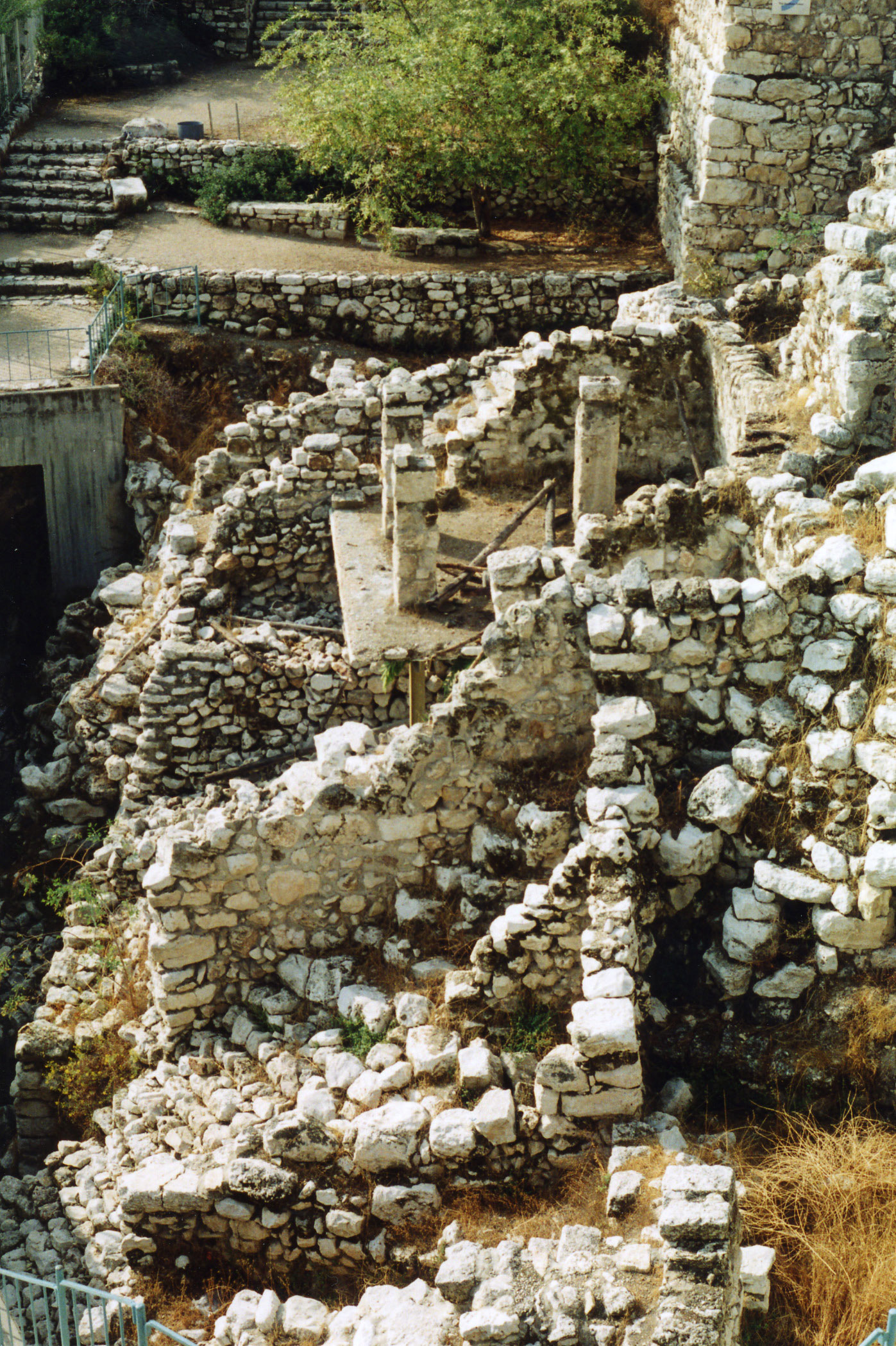
Město Davidovo

Jádro Jeruzaléma vzniklo v eneolitu na vyvýšenině, která je dnes nazývána jako Město Davidovo. Proměna z přechodného sídliště v regulérní město se udála v 19. stol. př. n. l. Ve 14. stol. př. n. l. byl již Jeruzalém opevněným a důležitým kenaánským městem.
Podle biblických zpráv bylo město přinejmenším až do 11. stol. př. n. l. obýváno Jebusity a okolo roku 1000 př. n. l. Jeruzalém padl do rukou Izraelitů (pod vedením krále Davida) a následně byl ustanoven hlavním městem izraelského království. Do Jeruzaléma byla údajně přenesena Archa úmluvy, takže se Jeruzalém stal nejen správním, ale také náboženským centrem. Davidův syn Šalomoun pak podle tradice navíc ve městě zbudoval Chrám, což pozici Jeruzaléma významně posílilo. Archeologický průzkum však ukázal, že v 10. století př. n. l. byl Jeruzalém pouhou horskou vesnicí.
Během následujících staletí se však tato vesnice rozrostla ve město, které mělo rozlohu okolo 60 hektarů. Za vlády krále Chizkijáše byl Jeruzalém (tehdy již značně větší) roku 701 př. n. l. obležen asyrským vojskem. Obléhání však Jeruzalém přestál (na rozdíl od severoizraelského Samaří, které bylo 722 př. n. l. dobyto), mimo jiné díky Šiloašskému tunelu, který přiváděl vodu z pramene Gichon nacházejícího se mimo město, do nádrže Siloam uvnitř hradeb. V roce 598 př. n. l. však byl Jeruzalém dobyt babylonským vojskem. Po pokusu o vzpouru proti babylonské nadvládě bylo město roku 586 př. n. l. dobyto znovu – babylonský král Nebukadnesar II. zničil jeruzalémský Chrám a velkou část obyvatelstva odvedl do zajetí.

### Období druhého Chrámu

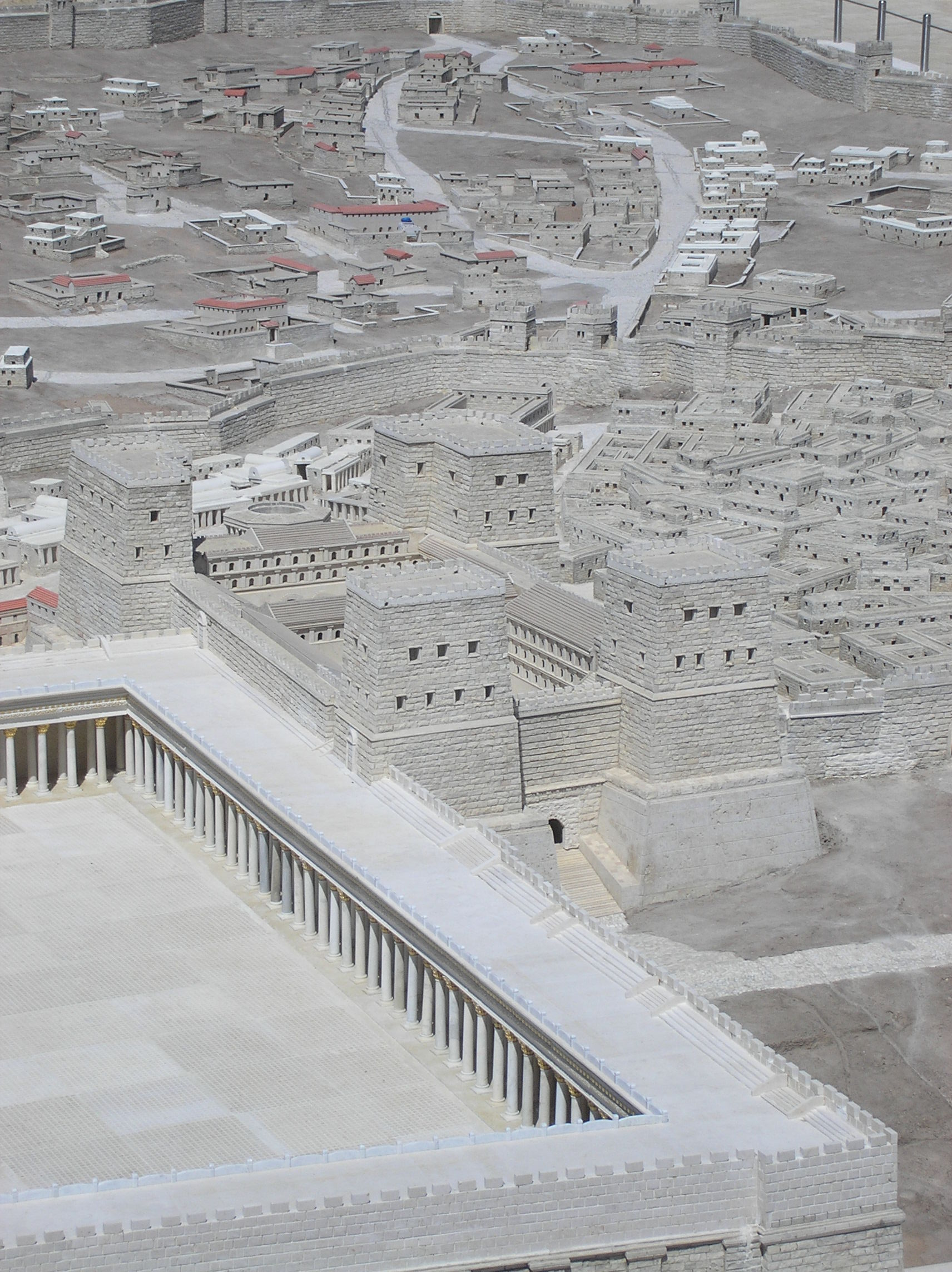
Pevnost Antonia vybudovaná Herodem Velikým

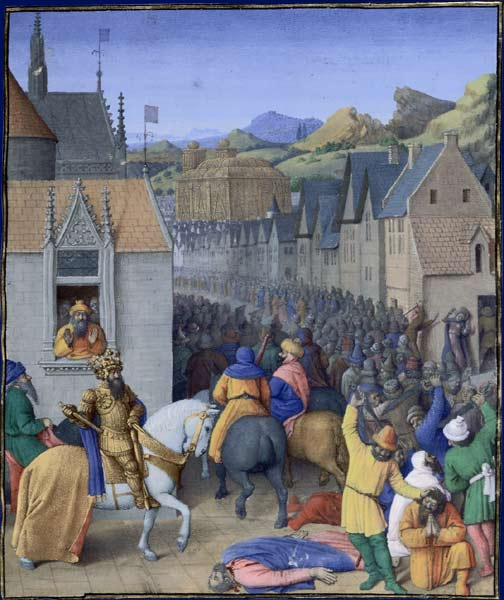
Jean Fouquet: Ptolemaios I. Sótér roku 320 př. n. l. vjíždí do Jeruzaléma

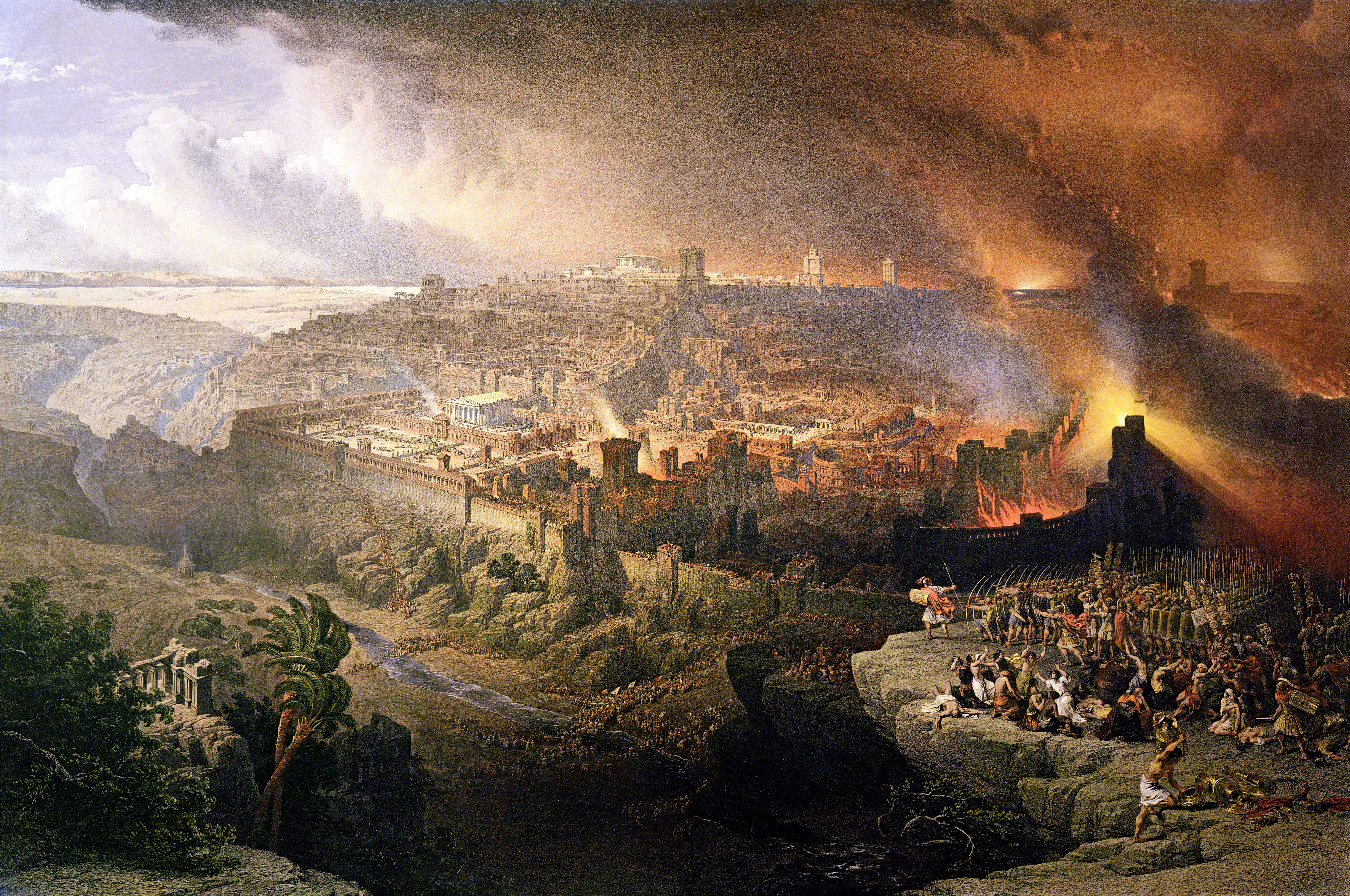
Dobytí a zničení Jeruzaléma římským vojskem pod velením Tita v roce 70 n. l.

Poté, co Babylonii ovládli Peršané a Kýros II. povolil návrat zajatců a vyhlásil náboženskou svobodu (539 př. n. l.), byl Jeruzalém znovu vybudován jako hlavní město judské provincie. Záhy byl obnoven i Chrám, který byl tentokrát poměrně skromný. Roku 332 př. n. l. zemi obsadil Alexandr Veliký, Jeruzalém však nebyl dotčen. Začalo období helenizace, izraelská země byla zprvu pod vládou Ptolemaiovců, od roku 198 př. n. l. pak pod vládou Seleukovců. Vyšší židovské vrstvy ochotně přijímaly řecké zvyklosti. To se však nakonec proti židům obrátilo, když Antiochos IV. Epifanés vyhlásil v celé říši jediný kult a v jeruzalémském Chrámu byla na místě oltáře postavena socha Dia Olympského. Následně roku 167 př. n. l. vypuklo Makabejské povstání, které Judeu zbavilo cizí nadvlády – vlády se ujali Hasmonejci.
Vláda Hasmonejců trvala do roku 63 př. n. l., kdy Jeruzalém dobyli Římané. Roku 37 př. n. l. byl Římem jmenován judským tetrarchou Herodes Veliký, který město rozšířil a podstatně zkrášlil – nechal přebudovat Chrám, mnohé ulice nechal vydláždit mramorem, nechal postavit pevnost Antonia. Po jeho smrti roku 4 př. n. l. Judeu spravovali římští prefekti a prokurátoři, kteří s postupem času stále necitlivěji zasahovali do záležitostí Židů a uvrhovali zemi do chaosu.
Roku 66 nakonec vypuklo protiřímské povstání – začala První židovská válka. Roku 69 Římané oblehli Jeruzalém, a když byl roku 70 téměř vyhladověn, dobyli jej. Chrám vypálili a celé město zcela srovnali se zemí. Z Chrámu zbyla jen západní zeď – Zeď nářků.

### Římská nadvláda
Jeruzalém zůstal v troskách až do vlády císaře Hadriána, který jej znovu vybudoval jako římské město, pojmenované Colonia Aelia Capitolina (135), a zakázal židům do něj vstupovat. Zákaz však nebyl striktně dodržován – ještě v tom samém století v Jeruzalémě vznikla židovská osada.
Císař Constantinus I. se snažil přeměnit Jeruzalém v křesťanské město, obnovil tedy Hadriánův zákaz. Mírně však slevil, když dovolil židům vstup do města na jediný den v roce – ve výroční den zboření Chrámu (Tiš'a be-av). Matka Konstantina Velikého, Helena, podle legendy navštívila Jeruzalém, kde nalezla zbytky kříže, na kterém byl ukřižován Ježíš. Určila místo ukřižování a na tomto místě byla vybudována bazilika Svatého hrobu (někdy označován jako „Boží hrob“).
Konstantinův následník, Iulianus Apostata, který bojoval proti křesťanství, zákaz vstupu do Jeruzaléma zrušil a také zahájil stavbu nového židovského Chrámu, avšak následujícího roku (363) zemřel při tažení proti Persii. Jeho následníci pak prosazovali znovu křesťanství.

### Byzantská nadvláda
Roku 395 se Římská říše rozdělila na dvě části a oblast Palestiny připadla Východořímské říši. Východořímská říše plně podporovala šíření křesťanství v Palestině a v rámci své prokřesťanské politiky přijímala i protižidovská opatření (Theodosius I. a Theodosius II.); pro Jeruzalém to znamenalo především trvání zákazu pobytu Židů. V Jeruzalémě se pokračovalo s výstavbou církevních staveb, kostelů a klášterů (za vlády Theodosia II. bylo v Jeruzalémě již 200 klášterů a hospiců). Jeruzalém byl sídlem křesťanského patriarchy, který byl hlavou církve ve Svaté zemi. Město bylo rovněž cílem křesťanských poutníků všech vyznání, včetně latinských poutníků ze Západu a existuje i možnost, že do Jeruzaléma přicházeli i afričtí poutníci z Núbie, ale i také poutním místem pro Židy z celého Blízkého východu.

### Muslimské a křižácké období

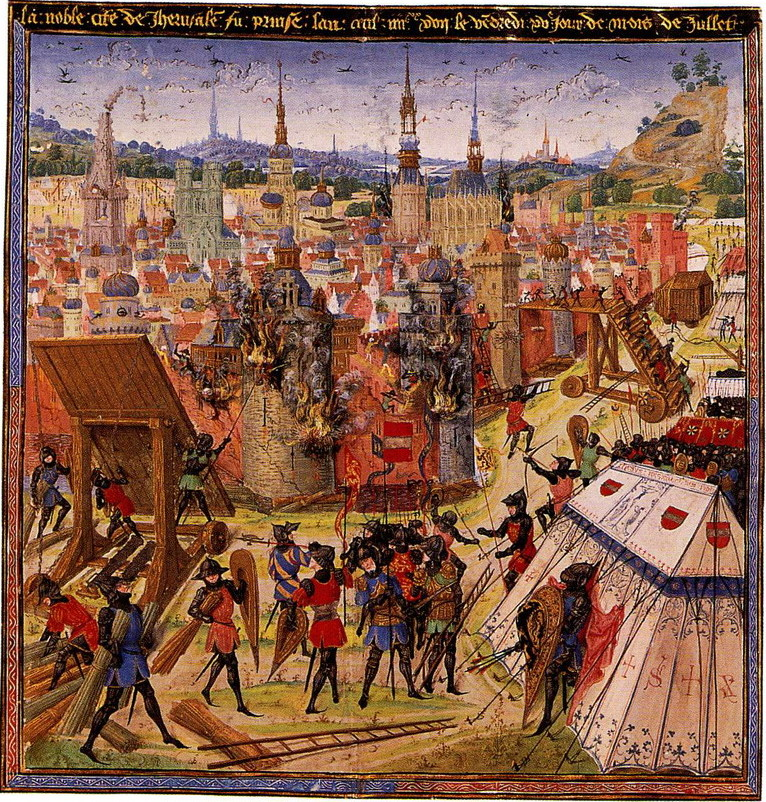
Dobytí Jeruzaléma křižáky roku 1099, počátek Jeruzalémského království

Roku 638 byl Jeruzalém ovládaný Byzantinci bez boje dobyt muslimskými vojsky chalífy Umara, kteří rychle povolili židům návrat do Jeruzaléma. Na Chrámové hoře byl postaven Skalní dóm a mešita al-Aksá. Jeruzalém poté na dalších 400 let náležel muslimským Umajjovcům a posléze Fátimovcům. V 11. století na Blízký východ vpadli Turci, kteří roku 1078 dobyli Jeruzalém, ale již roku 1097 jej Fátimovci od Turků, oslabených postupem první křížové výpravy v Sýrii, dobyli nazpět. Fátimovští vojáci vydrancovali město, pobili zdejší muslimy a vyhnali zbylé křesťanské obyvatelstvo. O dva roky později byl Jeruzalém obležen a dobyt evropskými křižáky, kteří většinu jeho obyvatelstva povraždili.
Město se stalo centrem křižáckého Jeruzalémského království na dalších 88 let. Po porážce křižáků v bitvě u Hattínu roku 1187 se blíže k Jeruzalému dostal Saladin, po krátkém obléhání si město podmanil a vrátil pod muslimskou nadvládu. Roku 1192 uzavřel Saladin s křižáky dohodu z Ramly, která zajišťovala volný přístup křesťanským poutníkům do města.
S návratem muslimské vlády nad městem se do Jeruzaléma vrátili i židé. Ve 13. století se pak nadvláda nad městem střídala, nakonec však křižáci byli po pádu Akkonu, poslední křižácké výspy, roku 1291 definitivně vyhnáni.

### Období Osmanské říše
Roku 1517 padl Jeruzalém do rukou Osmanské říše a město vkročilo do období rozkvětu. Sultán Sulejman I. vybudoval dodnes dochované jeruzalémské hradby, obnovil tvrz a Davidovu věž. Koncem 16. století však zeslábla moc centrální vlády Osmanské říše a naopak vzrostla moc lokálních vládců a náčelníků usazených i nomádských kmenů. Jednotlivé skupiny mezi sebou často bojovaly, což vedlo k pustnutí celé Palestiny. To se přirozeně odrazilo i v Jeruzalémě, kde se velké části uprostřed města vylidnily.

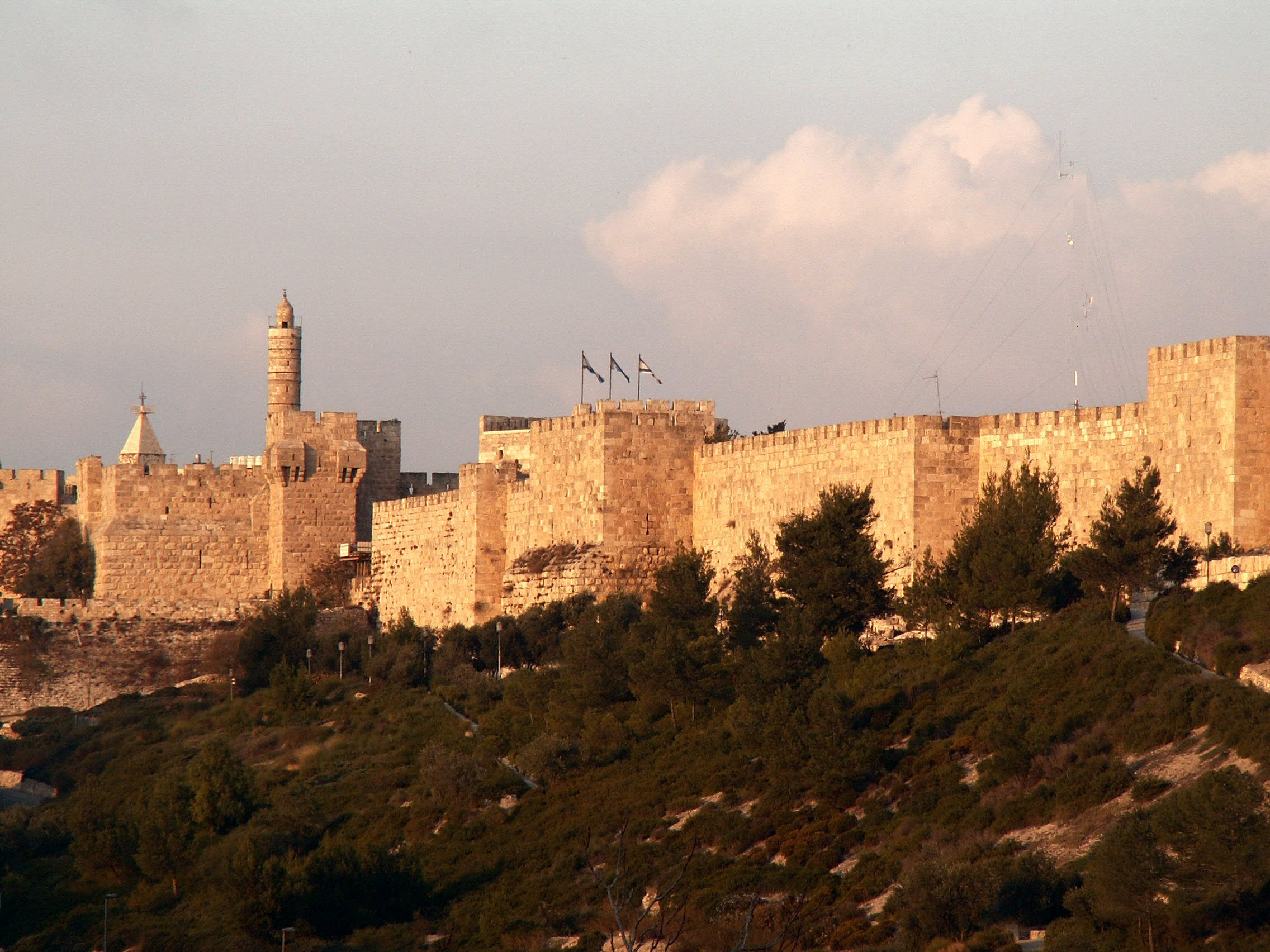
Jeruzalémské hradby vybudované na počátku osmanské vlády v Palestině

Na počátku 19. století čítalo obyvatelstvo Jeruzaléma asi 9 000 lidí (zhruba 4 tisíce muslimů, 3 tisíce křesťanů a 2 tisíce židů). Veškerá populace žila doposud uvnitř hradeb Starého Města, jež tvořily čtyři čtvrti: muslimská, křesťanská, židovská a arménská. I přes mírnou imigraci židů z východní Evropy však město stále stagnovalo.
Změnu přinesl až nový správní systém, který zavedl Ibráhím Álí poté, co s egyptským vojskem roku 1831 dobyl Palestinu. Egypťané dokázali v zemi zajistit bezpečnost, pacifikovat odbojné kmenové klany a podpořit rozvoj zemědělství a obchodu. Jednou z nejdůležitějších událostí se pro Jeruzalém během egyptské vlády stala imigrace asi 1 500 židů, již přišli ze zemětřesením poničeného Safedu, čímž se židé stali v Jeruzalémě nejsilnější náboženskou skupinou (5000 židů, 4500 muslimů, 3500 křesťanů, celkem 13 000 obyvatel). Roku 1840 přispěchala na pomoc Osmanské říši Velká Británie s některými dalšími evropskými mocnostmi a vytlačila Egypťany z Palestiny. Osmané sice od Egypťanů převzali moderní správní systém Palestiny, nedokázali již však zajistit v zemi bezpečnost, takže boje kmenových náčelníků se obnovily a země byla opět uvržena na cestu stagnace.

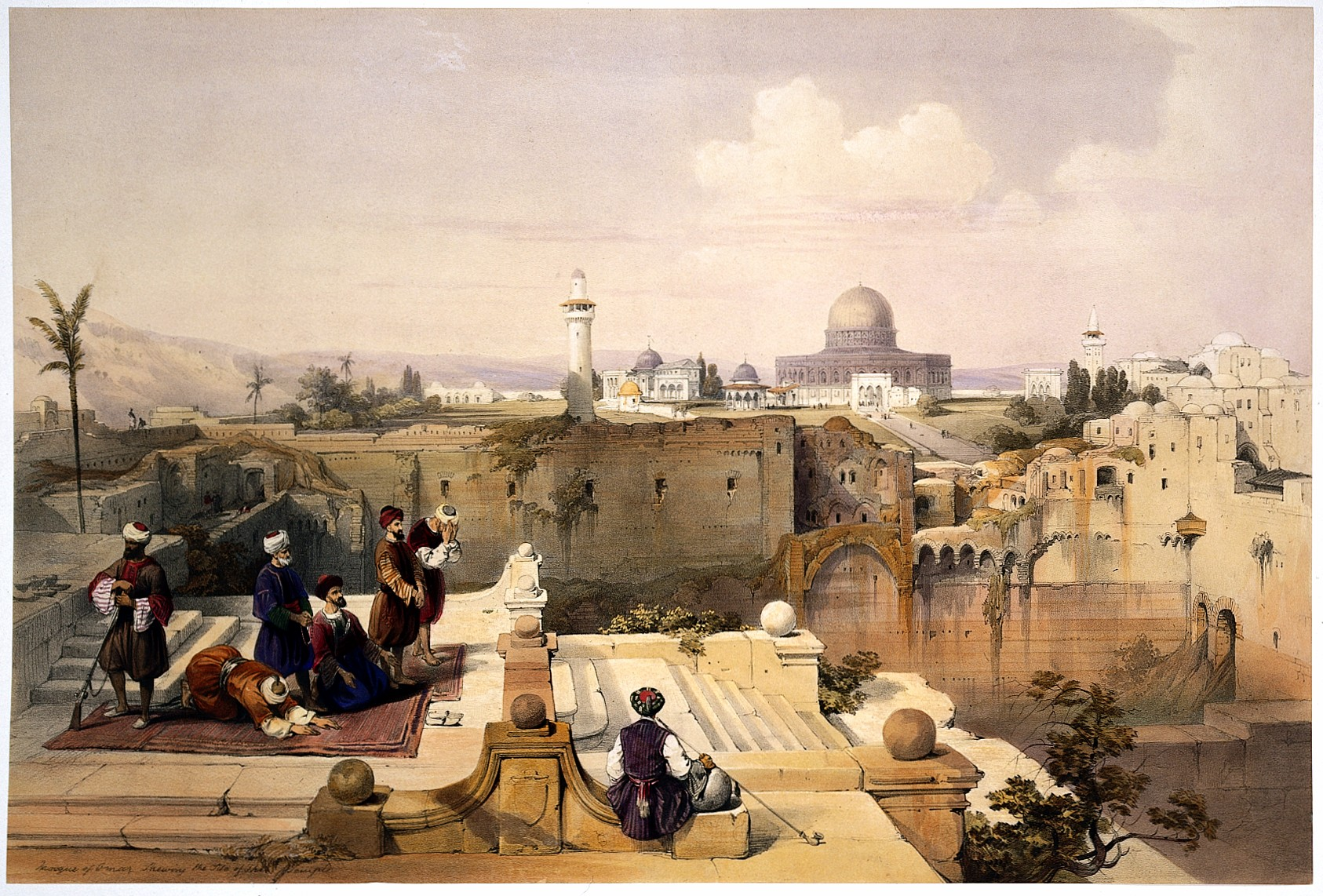
Skalní dóm v Jeruzalémě v roce 1839 od malíře Davida Robertse

Osmanská říše si byla vědoma, že vládu nad Palestinou jí získaly zpět evropské mocnosti, začala proto zavádět reformy a zaujala také liberálnější přístup k menšinám. Evropské státy si navíc mohly dovolit stále více zasahovat do vnitřních záležitostí říše, zejména díky obnově kapitulací. V samotném Jeruzalémě se to projevilo příchodem evropských konzulů do Jeruzaléma, pod jejichž ochranou si v tomto městě zřídil své sídlo také anglikánský biskup a řecký i latinský patriarcha a misijní organizace vybudovaly nemocnice a školy. V důsledku zlepšení dopravního spojení Palestiny s Evropou a rostoucích represí v Ruském impériu vůči židům, přicházelo do Palestiny stále více aškenázských židů, kterým nakonec zajišťoval právní ochranu zejména britský konzulát. Židovské obyvatelstvo se tak začalo diferencovat; sefardští židé totiž byli zpravidla osmanskými občany, a disponovali tudíž značně většími právy než Aškenázové, kteří například jakožto cizinci nemohli nakupovat nemovitosti. Aškenázské židy proto podporovali židé z jejich domovských zemí skrze fondy, nazývaných chaluka.

### Britská vláda

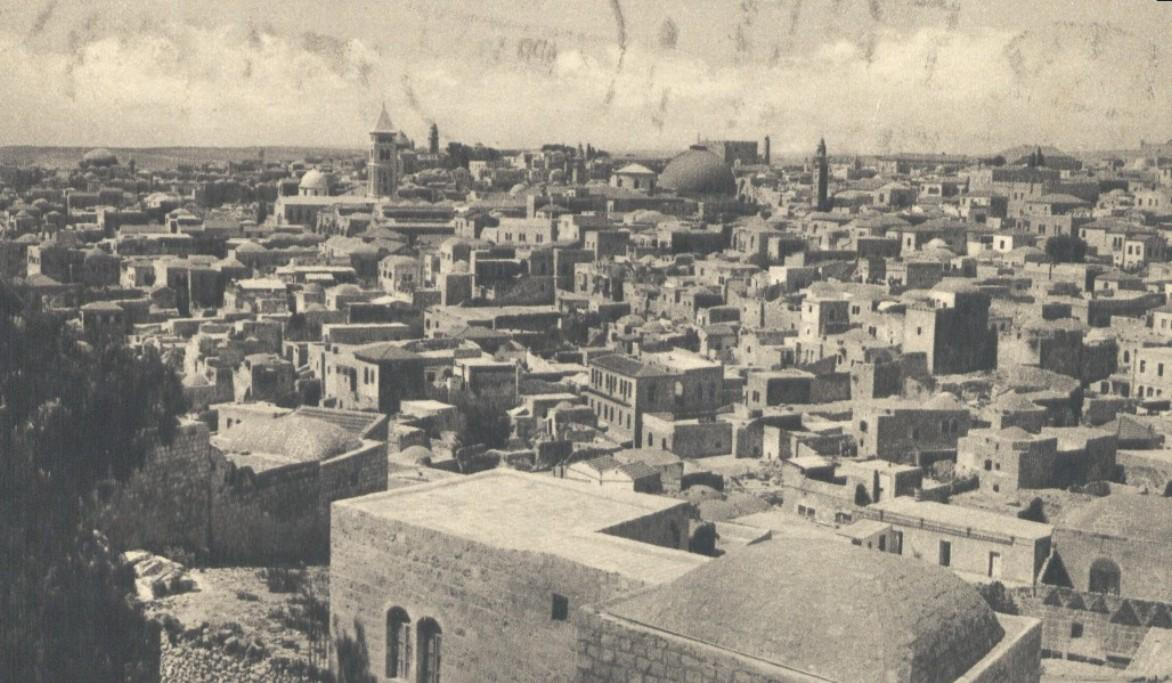
Jeruzalém na pohlednici z roku 1933

V 1. světové válce připadl Jeruzalém 10. prosince 1917 Britům. Následujícího dne do města vstoupil vojenský velitel Edmund Allenby. Postavení města s příchodem Britů stouplo a stalo se významným centrem. Se založením Britského mandátu Palestina v roce 1920 bylo město místem sídla nejvyššího komisaře. Sionisté navíc ve městě postavili sídlo Národního institutu, ve které sídlila Židovská agentura a Židovská národní rada (Vaad Leumi). V roce 1925 byla na hoře Skopus otevřena Hebrejská univerzita. Byly také založeny nové čtvrti mimo hradby města – jak židovské, tak i arabské.
V tomto období se zostřoval etnický konflikt mezi Araby a Židy. V roce 1929 vypukly v Palestině násilné nepokoje s náboženským podtextem, které se velmi silně projevovaly i v Jeruzalému. Další konfrontaci přineslo Arabské povstání v letech 1936–1939.

### Válka o nezávislost a rozdělení Jeruzaléma

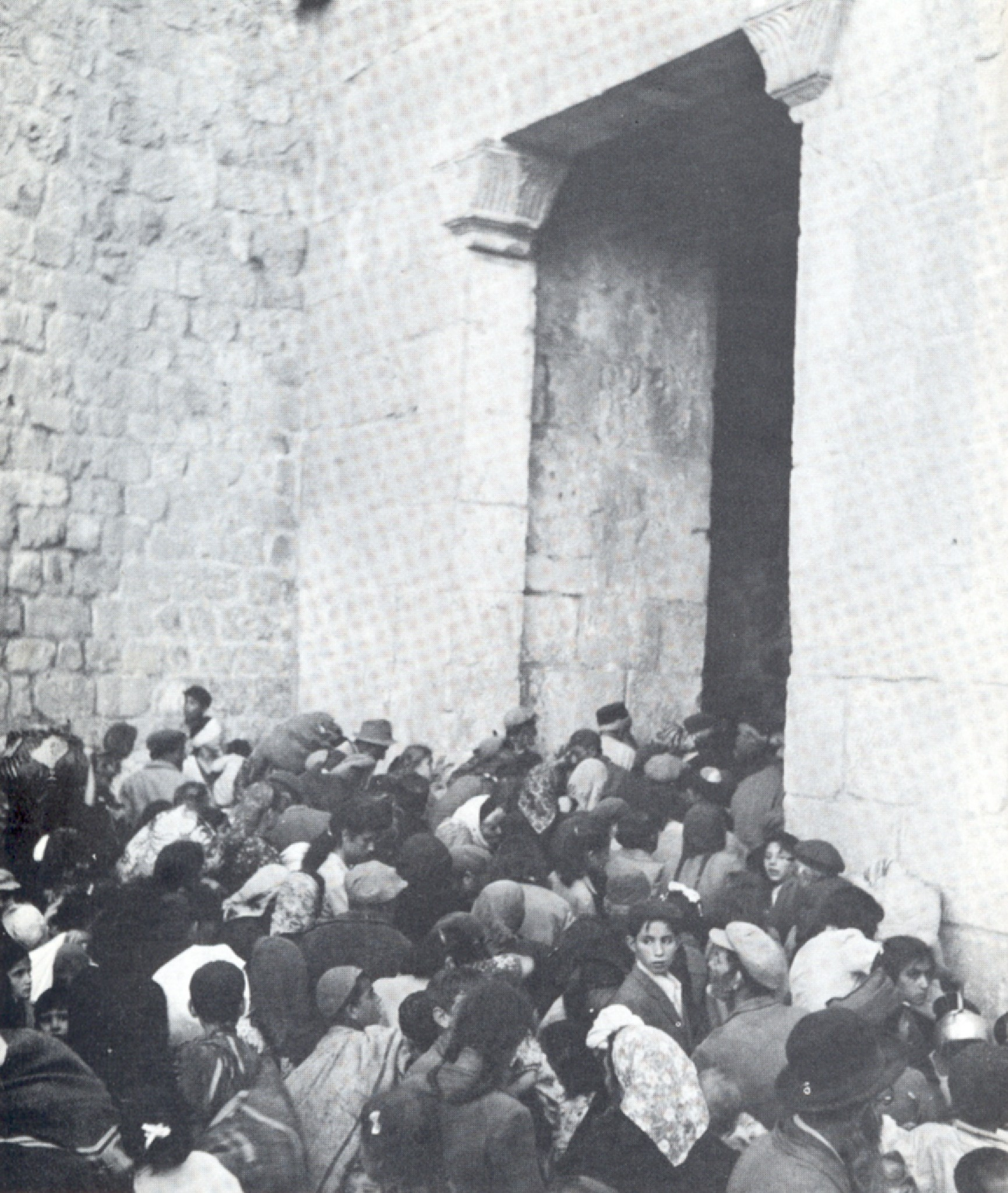
Obyvatelé židovské čtvrti prchající skrz Sijónskou bránu

Podle plánu Organizace spojených národů na rozdělení Palestiny bylo předpokládáno, že Jeruzalém spolu s Betlémem bude mezinárodním územím (corpus separatum). Avšak když vypukla První arabsko-izraelská válka (Válka o nezávislost), ignorovaly obě strany tento status a snažily se získat vládu nad Jeruzalémem. Arabské jednotky zablokovaly židům cestu do Jeruzaléma a zastavily přívod vody do města. Jen ozbrojené konvoje dokázaly do města za cenu těžkých ztrát proniknout a přivézt do něj zásoby.
Když Britové 14. května 1948 odešli ze země a Izrael vyhlásil nezávislost, vstoupila do země Arabská legie a boje se rozpoutaly naplno. Arabské legie již 18. května vstoupily do města a následujícího dne se dostaly až do židovské čtvrti. Avšak 20. května izraelské jednotky získaly území zpět. Ne však nadlouho – 28. května padla židovská čtvrť opět do rukou Arabů. 1. června začínali Izraelci v Jeruzalémě prohrávat. V červenci pak byl ještě učiněn pokus dobýt zpět Staré město, avšak neuspěl.
Po konečném uzavření příměří tak Izraelcům zůstala jen západní část Jeruzaléma. V prosinci 1949 do ní přesídlil Kneset. Přesunout se musela také Hebrejská univerzita. 7. listopadu 1949 pak vyhlásil David Ben Gurion Jeruzalém hlavním městem Státu Izraele.

### Sjednocený Jeruzalém
5. června 1967 vypukla Šestidenní válka. Jordánské vojsko ostřelovalo židovské město a dobylo budovu velitelství sil OSN. Izraelská armáda (Cahal) však odrazila jordánský útok a zahájila protiútok, ve kterém odřízla Jeruzalém od Ramalláhu. Následně se Izraelci skrz Lví bránu dostali do Starého města a ovládli celý Jeruzalém. Palestinští obyvatelé získali trvalý pobyt, ne však občanství[zdroj?].

## Kultura a vzdělání

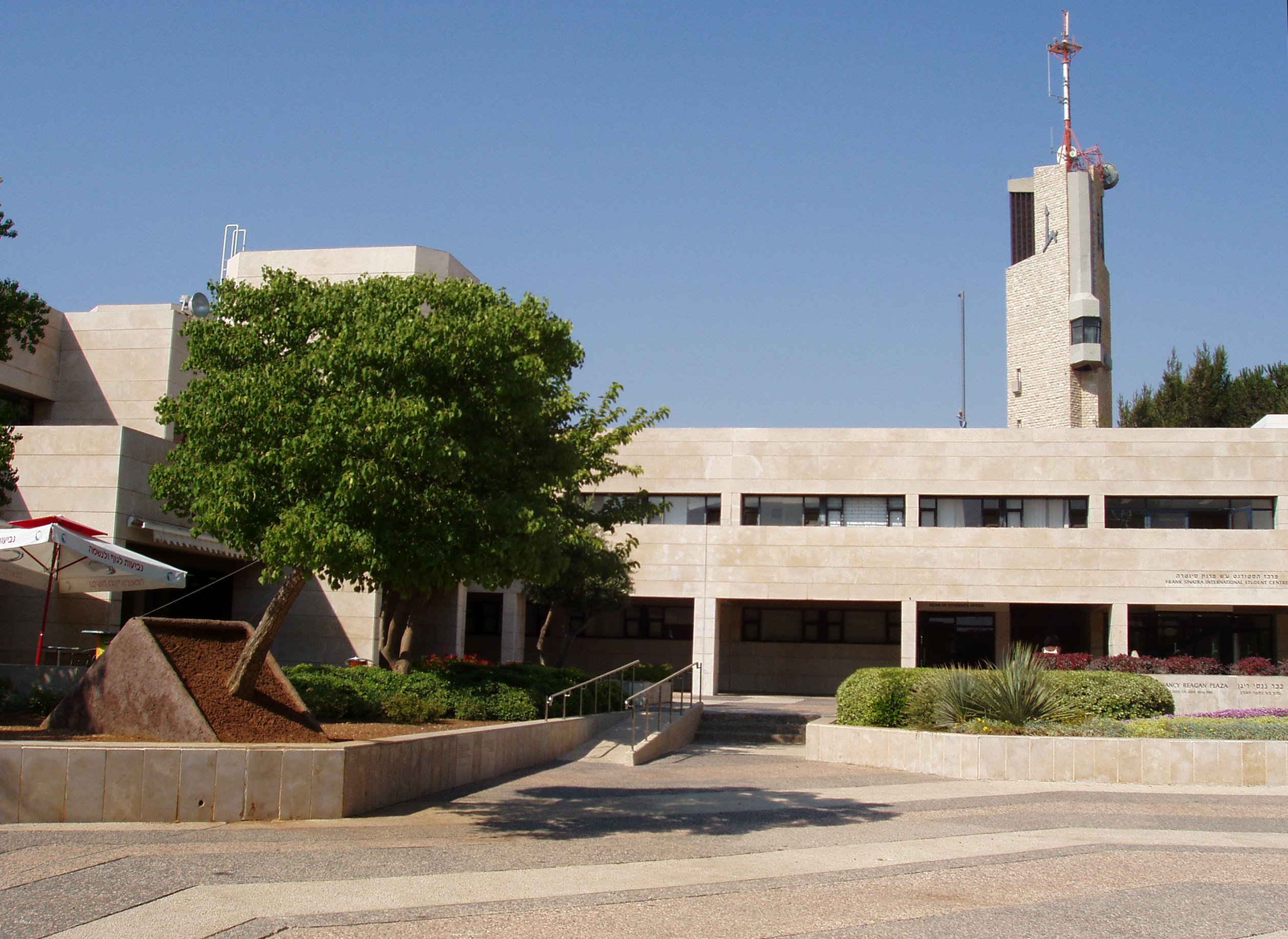
Kampus Hebrejské univerzity na hoře Skopus

V Jeruzalémě se nachází mnohá muzea. Jedním z nejznámějších je Izraelské muzeum, které obsahuje velkou sbírku archeologických nálezů včetně svitků od Mrtvého moře. Muzeem zaměřeným speciálně na archeologii je pak Rockefellerovo muzeum. Výtvarné umění je zase vystaveno v Tichově domě. Městem samotným se zabývá muzeum v Davidově věži. Jad vašem je muzeum a zároveň památník holocaustu. V neposlední řadě stojí v Jeruzalémě ještě Islámské muzeum.
Město má dva profesionální orchestry – Izraelská filharmonie a Izraelská Camerata Jeruzalém. Nachází se zde taky množství divadel (např. Jerar Bachar, Bejt Šmuel či Divadlo Chan) a kinosálů – v některých z nich jsou pořádány i mezinárodní filmové festivaly (Jeruzalémský filmový festival). Hlavní kulturní událostí roku je Izraelský festival, který se koná pravidelně v kulturním komplexu nazvaném Jeruzalémské divadlo, kde se nachází několik sálů a kde se celoročně konají kulturní akce.
Nejvýznamnějším vzdělávacím střediskem je Hebrejská univerzita, v jejíž kampusu na Giv'at Ram stojí Židovská národní a univerzitní knihovna.

## Geografie

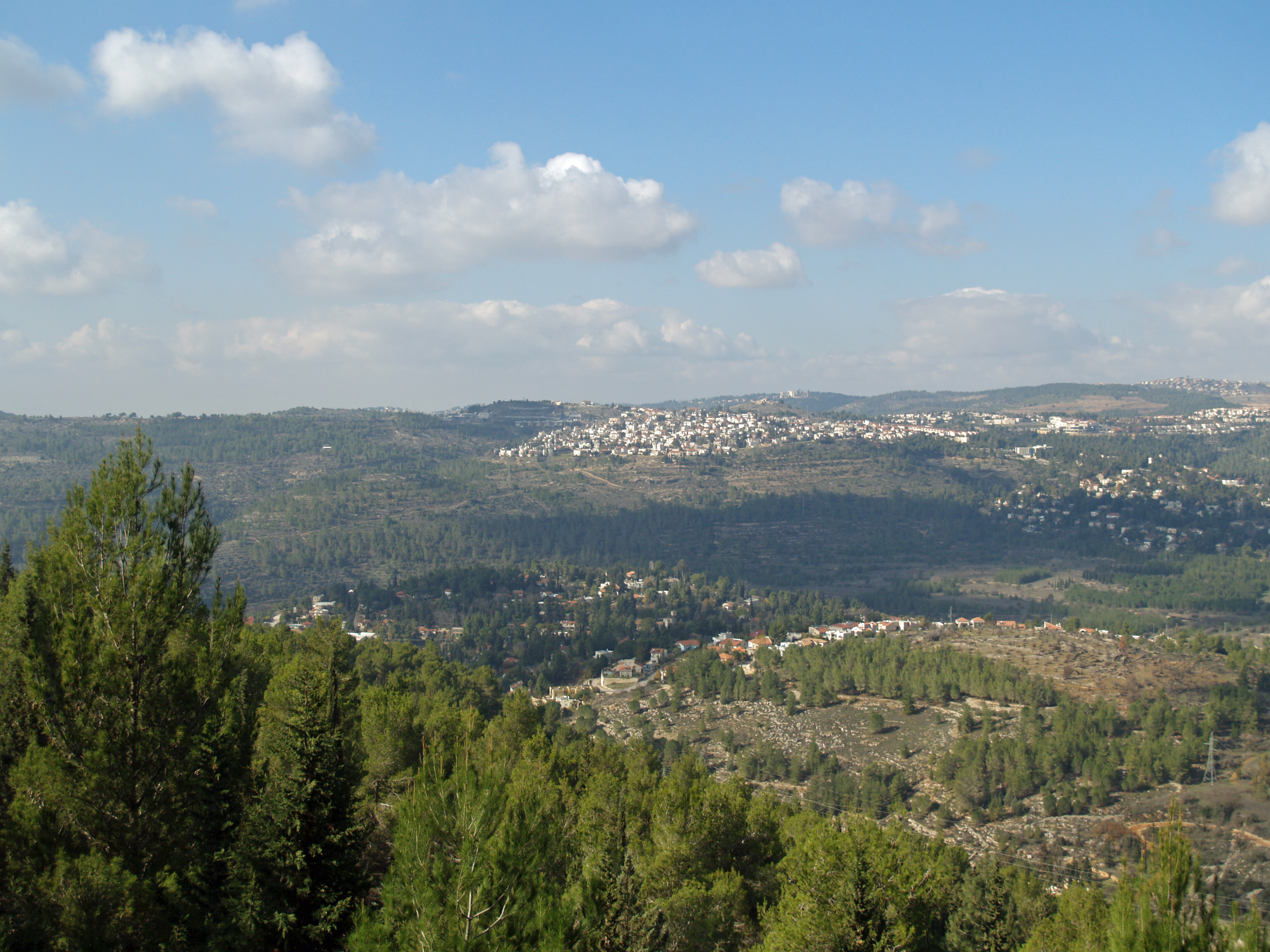
Pohled na Jeruzalémský les z muzea Jad vašem

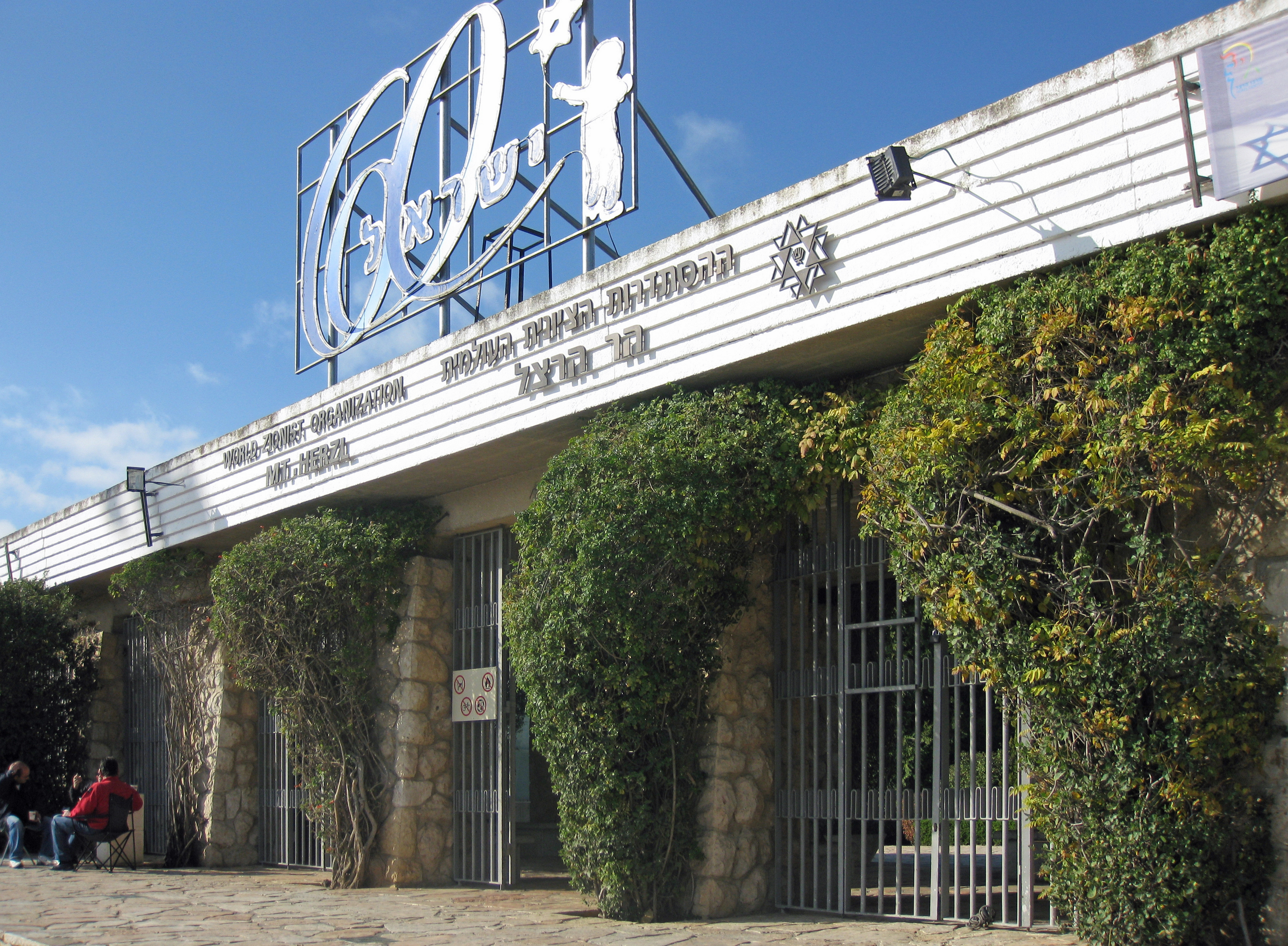
Herzlova hora – izraelský národní hřbitov

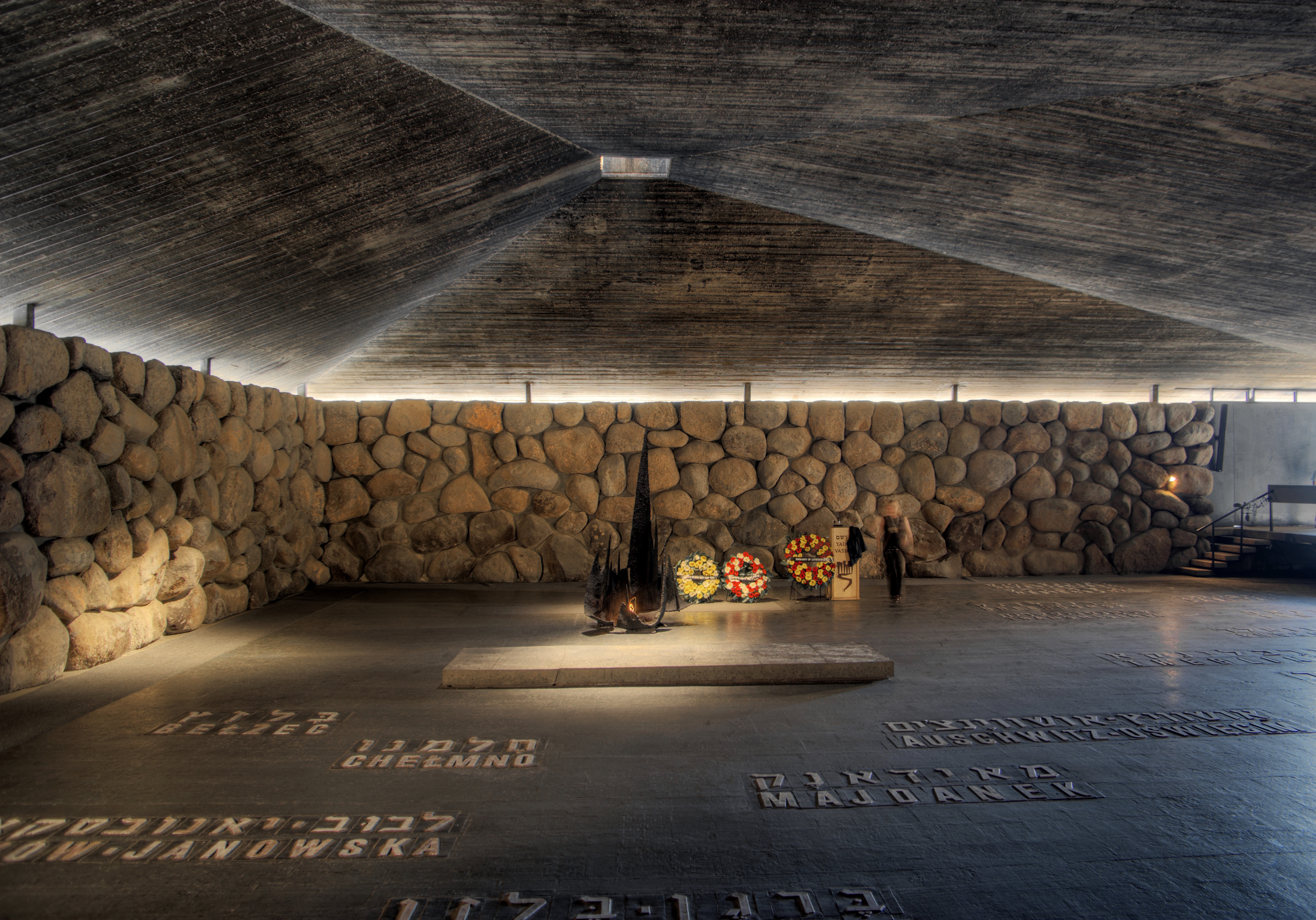
Jad vašem – muzeum holocaustu

Jeruzalém se nachází ve střední části Judských hor, které zahrnují Olivový vrch (východ) a vrch Skopus (severovýchod). Nadmořská výška Starého Města je zhruba 760 m n. m. Celý Jeruzalém je obklopen údolími a suchými říčními koryty (vádí). Oblast jižně od Starého Města protínají tři údolí. Kidronské údolí probíhá východně od Starého města a odděluje Olivovou horu od vlastního města. Podél jižní části starého Jeruzaléma se naopak nachází Hinonské údolí se strmými roklemi spojovanými s biblickou eschatologií konceptů geheny nebo pekla. Tyropoeonské údolí začíná na jihozápadě poblíž Damašské brány, probíhá směrem jihojihovýchod centrem Starého Města k Siloamské nádrži a rozděluje spodní část dvou vrchů, Chrámové hory na východě a zbytku města na západě. Dnes je toto údolí skryto sutí, která se zde během století nahromadila.

### Městské části
Jeruzalém se dělí na dva základní celky, Staré Město s tradici kontinuálního osídlení od starověku a nová předměstí vznikající v jeho okolí od 19. století. Ta se dělí na dvě další podčásti a to Západní Jeruzalém a Východní Jeruzalém.
Západní Jeruzalém sestává z území, které bylo pod kontrolou Izraele od roku 1948 a jde především o západní a jihozápadní městské čtvrtě. Centrum Západního Jeruzaléma leží při ulici Derech Jafo, kde se rozkládá takzvaný Střed Města (Lev ha-Ir). Mezi významné čtvrtě Západního Jeruzaléma patří ultraortodoxní Me'a Še'arim, rušné a historické čtvrtě jako Machane Jehuda nebo Nachla'ot, obytné distrikty Katamon, Talpijot, Rechavja, Romema nebo Jemin Moše (zcela nová čtvrť vybudovaná na konci 19. století filantropem sirem Moses Montefiore). Vládní čtvrť Kirjat ha-Memšala a univerzitní Giv'at Ram, pozůstatky jinonárodních osadnických aktivit jako Německá Kolonie, Řecká Kolonie nebo Ruský Dvůr, nová sídlištní předměstí Kirjat Menachem či Kirjat ha-Jovel, průmyslové zóny jako Har Chocvim nebo historické vesnice dodatečně integrované do města (Ejn Kerem).
Východní Jeruzalém je situován ve východní části města a dále na jeho severních a jižních okrajích. Zahrnuje území, která byla okupována Izraelem roku 1967 a přičleněna do správních hranic Jeruzaléma. Jsou to jednak historická arabská předměstí Jeruzaléma jako Bab az-Zahra nebo Šejch Džarach vyrůstající od 19. století, ale i bývalé vesnice, postupně srůstající s Jeruzalémem jako Ras al-Amud nebo Bejt Chanina. Na území Východního Jeruzaléma leží i četné židovské čtvrti, většinou pojaté jako samostatné sídlištní celky jako Har Choma, Pisgat Ze'ev nebo Ramot. Některé z nich přímo navazují na židovskou zástavbu Západního Jeruzaléma jako Ramat Eškol nebo Ma'alot Dafna. Jsou zde i izolované židovské enklávy umístěné přímo ve většinově arabských čtvrtích, zejména Ma'ale ha-Zejtim v Ras al-Amud.
Z geograficko-politického hlediska je unikátem čtvrť Talpijot Mizrach, která neleží ani v Západním ani ve Východním Jeruzalému ale v prostoru, který byl před rokem 1967 nárazníkovým pásmem a tedy zónou nikoho. Podobně specifická je lokalita hory Skopus, která sice leží ve východním Jeruzalému ale byla před rokem 1967 izraelskou enklávou, k níž patřila i sousední arabská vesnice Isavija.

### Okolí Jeruzaléma
V biblických dobách byl Jeruzalém obklopen lesy mandloní, olivovníků a borovic. Během století válek a zanedbávání však došlo k jejich zničení. Zemědělci ze zdejší oblasti proto při svazích vybudovali kamenné terasy, které zadržují půdu tak, aby nedocházelo k jejímu odnosu. Jedním ze zdejších hlavních problémů též vždy bylo zásobování vodou, o čemž svědčí složitá síť starověkých akvaduktů, tunelů, nádrží a cisteren po celém městě.
Od 20. století probíhá v okolí Jeruzaléma rozsáhlé zalesňování. Zejména takzvaný Jeruzalémský koridor západně od města je výrazně zalesněn. Procházejí tudy významné vodní toky, které mají často původ na rozvodí ležícím v prostoru Jeruzaléma jako potok Sorek. Většinou ale jde o sezónní toky (vádí).
Zhruba 60 kilometrů západně se nachází Tel Aviv a Středozemní moře a 36 kilometrů východně Mrtvé moře, které je nejníže položenou vodní plochou na světě. V blízkosti Jeruzaléma se zformovala rozsáhlá sídelní aglomerace, která přesahuje bez ohledu na politické hranice i na Západní břeh Jordánu. Mezi její součásti patří na jihu Betlém a Bejt Džala, na východě Abu Dis a Ma'ale Adumim, na západě Mevaseret Cijon a na severu Ramalláh nebo Giv'at Ze'ev.

### Klima
Pro město je charakteristické středozemní klima (Köppenova klasifikace podnebí – Csa) s teplými suchými léty a studenými deštivými zimami. Sněhové srážky se během zimy obvykle vyskytují jednou či dvakrát, ačkoliv, v průměru každé tři až čtyři roky, Jeruzalém zažívá vydatné návaly sněhu. Nejchladnějším měsícem roku je s průměrnou teplotou 8 °C leden, zatímco nejteplejšími měsíci jsou s průměrnou teplotou 23 °C červenec a srpen. Mezi denními a nočními teplotami panují díky nadmořské výšce významně rozdíly a chladné noci jsou zde dokonce i v létě. Průměrný roční úhrn srážek je zhruba 590 milimetrů a nejčastější výskyt srážek je mezi říjnem a květnem.
Většina znečištění ovzduší je způsobena automobilovou dopravou. To je způsobeno zejména tím, že mnoho hlavních silnic nebylo kapacitně stavěno pro tak velký objem dopravy, který vede k dopravním zácpám a většímu uvolňování oxidu uhelnatého do ovzduší. Průmyslové znečištění uvnitř města je řídké, větrem sem však mohou být přeneseny emise z továren na izraelském středomořském pobřeží.

| Jeruzalém – podnebí         | Jeruzalém – podnebí | Jeruzalém – podnebí | Jeruzalém – podnebí | Jeruzalém – podnebí | Jeruzalém – podnebí | Jeruzalém – podnebí | Jeruzalém – podnebí | Jeruzalém – podnebí | Jeruzalém – podnebí | Jeruzalém – podnebí | Jeruzalém – podnebí | Jeruzalém – podnebí | Jeruzalém – podnebí |
| Období                      | leden               | únor                | březen              | duben               | květen              | červen              | červenec            | srpen               | září                | říjen               | listopad            | prosinec            | rok                 |
| --------------------------- | ------------------- | ------------------- | ------------------- | ------------------- | ------------------- | ------------------- | ------------------- | ------------------- | ------------------- | ------------------- | ------------------- | ------------------- | ------------------- |
| Průměrné denní maximum [°C] | 12                  | 13                  | 16                  | 21                  | 25                  | 28                  | 29                  | 29                  | 28                  | 25                  | 19                  | 14                  | 22                  |
| Průměrné denní minimum [°C] | 4                   | 4                   | 6                   | 9                   | 12                  | 15                  | 17                  | 17                  | 16                  | 14                  | 9                   | 6                   | 11                  |
| Průměrné srážky [mm]        | 142,2               | 114,3               | 99,1                | 30,5                | 2,5                 | 0                   | 0                   | 0                   | 0,0                 | 22,9                | 68,8                | 109,2               | 589,5               |
| Zdroj: The Weather Channel  |                     |                     |                     |                     |                     |                     |                     |                     |                     |                     |                     |                     |                     |

## Demografie
| rok  | židů    | muslimů | křesťanů | celkem  |
| ---- | ------- | ------- | -------- | ------- |
| 1525 | 1 000   | 3 700   | neznámo  | 4 700   |
| 1538 | 1 150   | 6 750   | neznámo  | 7 900   |
| 1553 | 1 634   | 11 750  | neznámo  | 13 384  |
| 1562 | 1 200   | 11 450  | neznámo  | 12 650  |
| 1844 | 7 120   | 5 000   | 3 390    | 15 510  |
| 1876 | 12 000  | 7 560   | 5 470    | 25 030  |
| 1896 | 28 110  | 8 560   | 8 750    | 45 420  |
| 1922 | 34 000  | 13 400  | 14 700   | 62 600  |
| 1931 | 51 200  | 19 900  | 19 300   | 90 500  |
| 1944 | 97 000  | 30 600  | 29 400   | 157 000 |
| 1948 | 100 000 | 40 000  | 25 000   | 165 000 |
| 1967 | 195 700 | 54 963  | 12 646   | 263 307 |
| 1980 | 292 300 | neznámo | neznámo  | 407 100 |
| 1985 | 327 700 | neznámo | neznámo  | 457 700 |
| 1987 | 340 000 | 121 000 | 14 000   | 475 000 |
| 1990 | 378 200 | 131 800 | 14 400   | 524 400 |
| 1995 | 482 000 | 164 300 | 16 300   | 662 600 |
| 1996 | 421 200 | neznámo | neznámo  | 602 100 |
| 2000 | 448 800 | 208 700 | neznámo  | 657 500 |
| 2004 | 458 000 | 225 000 | 15 000   | 706 000 |
| 2007 | 489 480 | neznámo | neznámo  | 746 300 |
| 2010 | 491 800 | neznámo | neznámo  | 788 100 |
| 2011 | 499 400 | neznámo | neznámo  | 804 400 |
| 2012 | 502 800 | neznámo | neznámo  | 815 300 |
| 2013 | 509 600 | 295 500 | 15 000   | 829 900 |
| 2014 | 520 700 | 303 400 | 15 600   | 849 800 |
| 2015 | 528 700 | 311 100 | 15 600   | 865 700 |
| 2016 | 536 600 | 319 800 | 15 700   | 882 700 |
| 2017 | 546 100 | neznámo | neznámo  | 901 300 |

K 31. prosinci 2017 žilo v Jeruzalémě 901 300 obyvatel, z čehož bylo 546 100 Židů (cca 60,6 %). Databáze ministerstva vnitra Izraele (s poněkud jinou metodikou) ovšem ukazuje podstatně vyšší populaci. Už koncem roku 2011 měl Jeruzalém podle ní 933 113 obyvatel.
Podle studie z roku 2000 dochází nicméně k poklesu podílu židovského obyvatelstva, což je připisováno jak vyšší porodnosti muslimského obyvatelstva, tak odchodu židovských obyvatel. Studie rovněž ukázala, že z 32 488 obyvatel Starého Města je pouhých 9 % Židů.
V roce 2005 se v Jeruzalémě usadilo 2850 nových imigrantů, především ze Spojených států, Francie a zemí bývalého Sovětského svazu. Migrační saldo má však Jeruzalém záporné, neboť počet lidí, kteří odcházejí převyšuje počet těch, kteří přicházejí. V roce 2005 se například do Jeruzaléma přistěhovalo zhruba 10 tisíc lidí, avšak o 6 tisíc víc bylo těch, kteří se vystěhovali. Počet jeruzalémského obyvatelstva se nicméně kontinuálně rozrůstá, a to především díky vysoké porodnosti v arabské a charedi komunitě. Díky tomu je hrubá míra porodnosti v Jeruzalémě (4,02 ‰) vyšší než v Tel Avivu (1,98 ‰) a rovněž vysoko nad celostátním průměrem 2,9 ‰. Průměrná velikost jeruzalémské domácnosti je 3,8 obyvatel.
V roce 2005 došlo v relativních číslech k 1,8% populačnímu růstu (13 tisíc obyvatel), což je blízko celostátnímu průměru, zároveň však dochází k posunu náboženské a etnické skladby populace. Zatímco 31 % židovské populace je tvořeno dětmi do patnácti let, u arabské populace je to 42 %. To potvrzuje existující trend, podle kterého v uplynulých čtyřech desetiletích dochází k poklesu podílu židovského obyvatelstva. Ještě v roce 1967 měli Židé 74% podíl na počtu obyvatel, kdežto v roce 2006 to bylo o 9 procentních bodů méně. Mezi možné faktory, které tento trend ovlivňují, patří vysoké náklady na bydlení, méně pracovních příležitostí a stále větší náboženský charakter města. Mnoho lidí se tak v rámci hledání levnějšího a sekulárnějšího bydlení stěhuje na předměstí a měst na pobřeží Středozemního moře.
Podíl charedim v roce 2009 strmě rostl. K roku 2009 navštěvovalo z celkového počtu 150 100 školáků pouhých 40 % z nich státem provozované sekulární a národní náboženské školy, zatímco 60 % navštěvovalo charedi školy. Tato skutečnost koreluje s vysokým počtem dětí v charedi rodinách.
Zatímco mnoho Izraelců vnímá Jeruzalém jako chudé a zanedbané město zatažené do náboženských a politických tlaků, pro palestinské Araby je Jeruzalém magnetem, který nabízí větší počet pracovních příležitostí než jakékoliv město na Západním břehu nebo v Pásmu Gazy. Palestinští představitelé tak Araby povzbuzují, aby ve městě zůstali a udrželi tak arabský nárok na něj. Palestinští Arabové jsou do Jeruzaléma přitahováni především pracovními příležitostmi, zdravotní péčí, sociálním zabezpečení, dalšími benefity a kvalitou života, který Izrael poskytuje jeruzalémským občanům. Arabským obyvatelům Jeruzaléma, kteří se rozhodnout nemít izraelské občanství, je udělena izraelská identifikační karta, která je opravňuje k relativně snadným průchodům kontrolními stanovišti a k cestování po Izraeli, což značně usnadňuje hledání práce. Dále rovněž mají nárok na dotované zdravotnictví a sociální zabezpečení, které Izrael poskytuje svým občanům. Arabové v Jeruzalémě mimo to mohou též posílat své děti do izraelských škol a univerzit.
Demografie hraje významnou roli při sporu o Jeruzalém. V roce 1998 bylo jeruzalémskou správou pro rozvoj navrženo rozšířit městské hranice směrem na západ a inkorporovat tak oblasti s velkým množstvím židovské populace.

## Politický status

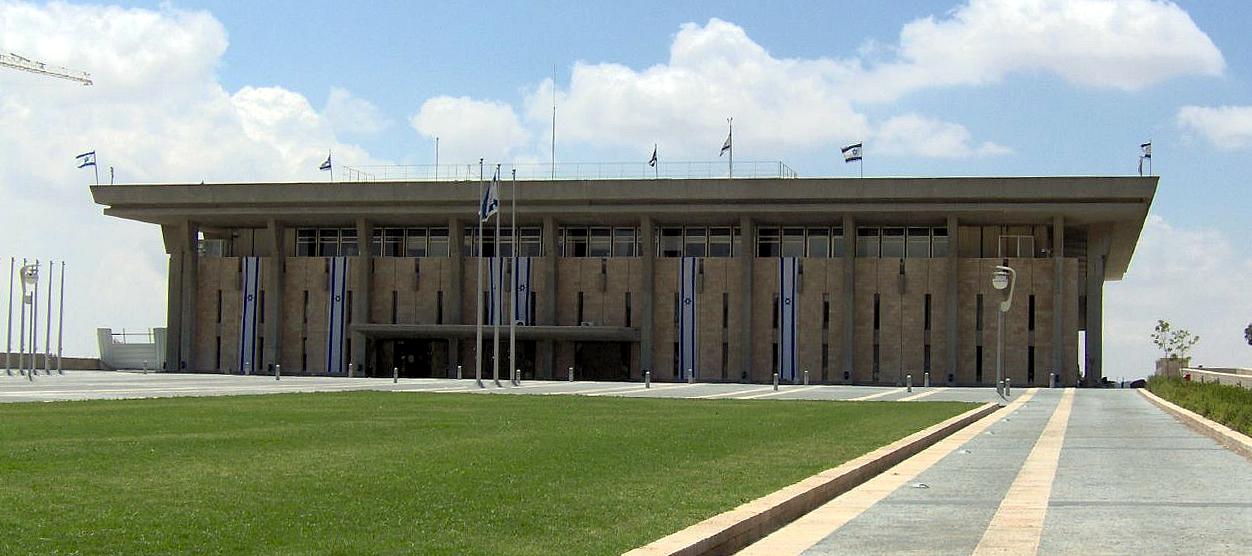
Budova Knesetu v Jeruzalémě je sídlem izraelského parlamentu

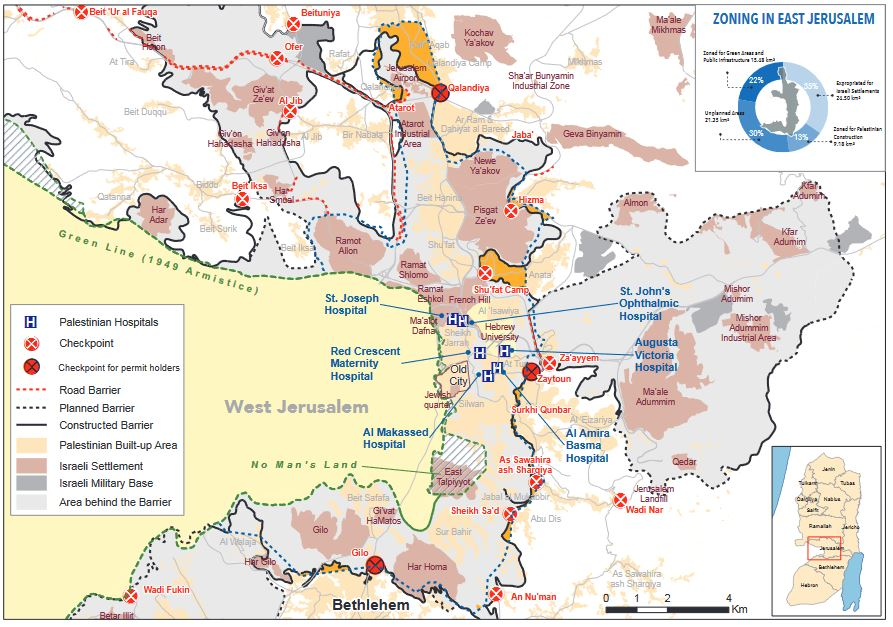
Mapa okupovaného Východního Jeruzaléma s palestinským osídlením a izraelskými osadami

Dne 5. prosince 1949 prohlásil první izraelský premiér David Ben Gurion Jeruzalém hlavním městem Izraele a od té doby zde sídlí všechny složky státní moci (moc zákonodárná, výkonná a soudní), s výjimkou ministerstva obrany, které sídlí v Tel Avivu. V době tohoto prohlášení byl Jeruzalém rozdělen mezi Izrael a Jordánsko, a tak byl za izraelské hlavní město považován pouze západní Jeruzalém. Bezprostředně po šestidenní válce v roce 1967 však Izrael anektoval východní Jeruzalém a učinil tak z něj de facto součást hlavního města. Status „celého a sjednoceného“ Jeruzaléma, coby hlavního města, Izrael zakotvil v roce 1980 v základním zákonu Základní zákon: Jeruzalém (tzv. „Jeruzalémský zákon“).
Status „sjednoceného Jeruzaléma“ jako izraelského „věčného hlavního města“ je v rámci mezinárodního společenství kontroverzní. Většina států má své diplomatické mise mimo Jeruzalém.

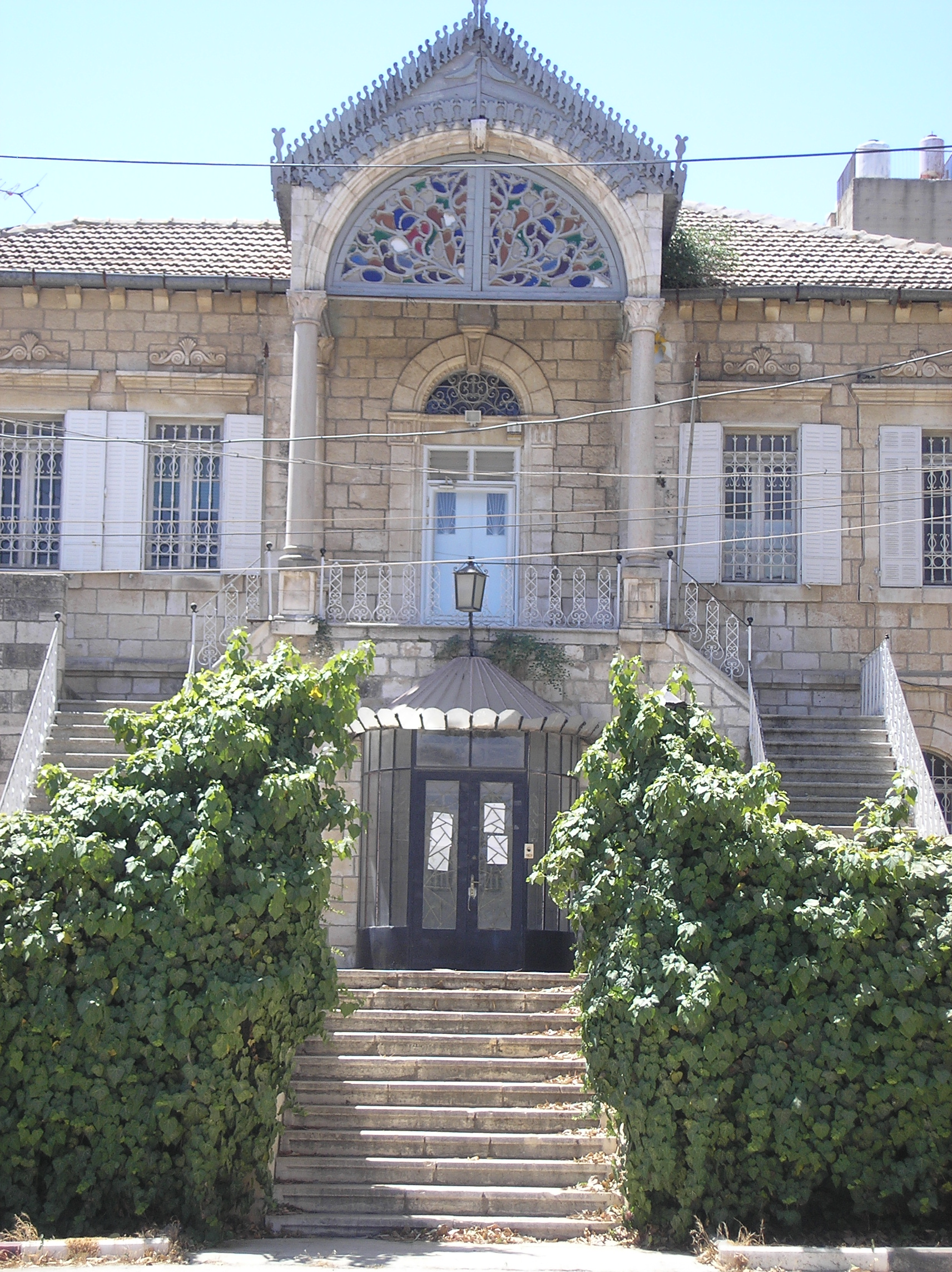
Orient House

Nezávazná rezoluce Rady bezpečnosti OSN č. 478, která byla schválena 20. srpna 1980, měsíc po přijetí Jeruzalémského zákona, prohlásila tento základní zákon „neplatným“, který navíc musí být „okamžitě zrušen“. OSN dále vyzvala své členské státy, aby přesunuly své ambasády z Jeruzaléma, což měla být forma trestného opatření. Většina států s ambasádami v Jeruzalémě této rezoluci vyhověla a přesunula svá zastoupení do Tel Avivu, kde existovalo mnoho ambasád již před přijetím rezoluce č. 478. V roce 1995 americký Kongres schválil přesun americké ambasády z Tel Avivu do Jeruzaléma přijetím takzvaného Jerusalem Embassy Act. Přestože byl zákon schválen, ambasáda byla přesunuta až v roce 2018 za vlády prezidenta Donalda Trumpa.
Dne 28. října 2009 varoval generální tajemník OSN Pan Ki-mun, že aby bylo dosaženo míru, bude muset být Jeruzalém hlavním městem Izraele i Palestiny. Dne 6. prosince 2017 však byl Jeruzalém uznán americkým prezidentem Donaldem Trumpem za hlavní město Izraele a v souvislosti s tím byl vydán i pokyn k přesunutí americké ambasády, sídlící v Tel Avivu, do Jeruzaléma. Už v dubnu 2017 uznalo Jeruzalém za hlavní město Izraele i Rusko, ovšem výslovně pouze Západní Jeruzalém.
V Jeruzalémě se nachází nejvýznamnější státní instituce, včetně Knesetu, Nejvyššího soudu, či oficiálních rezidencí prezidenta a premiéra. Před založením Izraele sloužil Jeruzalém jako administrativní hlavní město britského mandátu Palestina, který zahrnoval dnešní Izrael a Jordánsko. V letech 1949 až 1967 byl západní Jeruzalém hlavním městem Izraele, ačkoliv tak nebyl mezinárodně uznáván, a to kvůli rezoluci valného shromáždění OSN č. 149, která počítala s Jeruzalémem jako s mezinárodním městem (corpus separatum). V důsledku šestidenní války v roce 1967 se dostal celý Jeruzalém pod izraelskou kontrolu. Dne 27. června 1967 vláda Leviho Eškola rozšířila izraelské právo a jurisdikci na východní Jeruzalém, avšak souhlasila s tím, že správa Chrámové hory, bude přenechána jordánskému waqfu pod jordánským ministerstvem pro náboženské záležitosti. V roce 1988 Izrael nařídil z bezpečnostních důvodů uzavřít Orient House, jenž byl domovem arabské studentské společnosti, ale zároveň též velitelství Organizace pro osvobození Palestiny (OOP). Budova byla znovu otevřena v roce 1992 jako palestinský penzion. Podle Mírových dohod z Osla měl být konečný status Jeruzaléma určen jednáním s Palestinskou samosprávou, která požaduje východní Jeruzalém jako budoucí hlavní město palestinského státu.
Česká republika, stejně jako Evropská unie, považuje Jeruzalém za budoucí hlavní město Izraele i Palestiny. Poslanecká sněmovna Parlamentu České republiky ale v reakci na rezoluci UNESCO o památkách v Jeruzalémě označila město již za stávající hlavní město Izraele a vyzvala vládu, aby se zasazovala o respektování tohoto statusu.

## Náboženská významnost

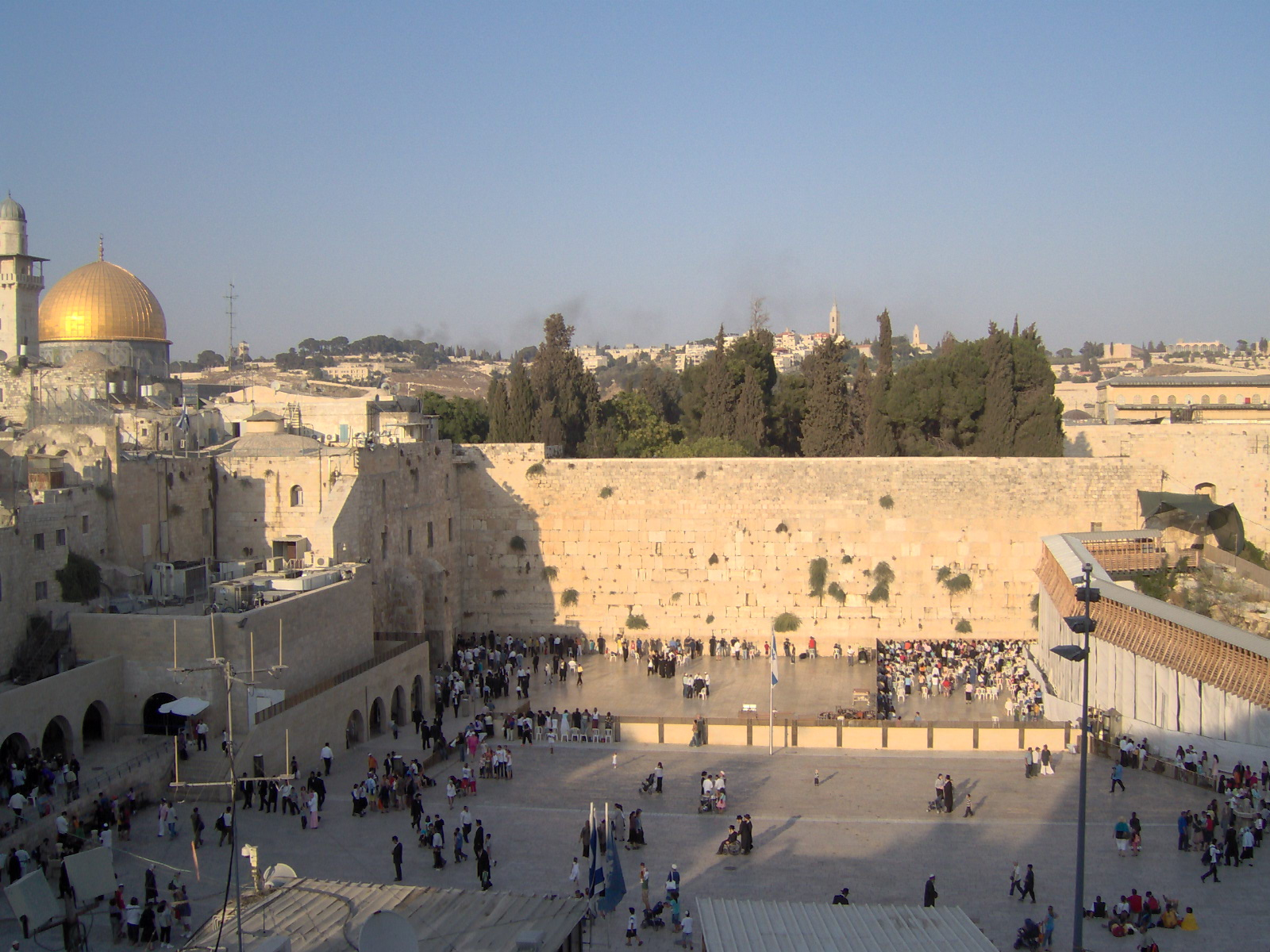
Západní zeď, známá též jako Zeď nářků či Kotel

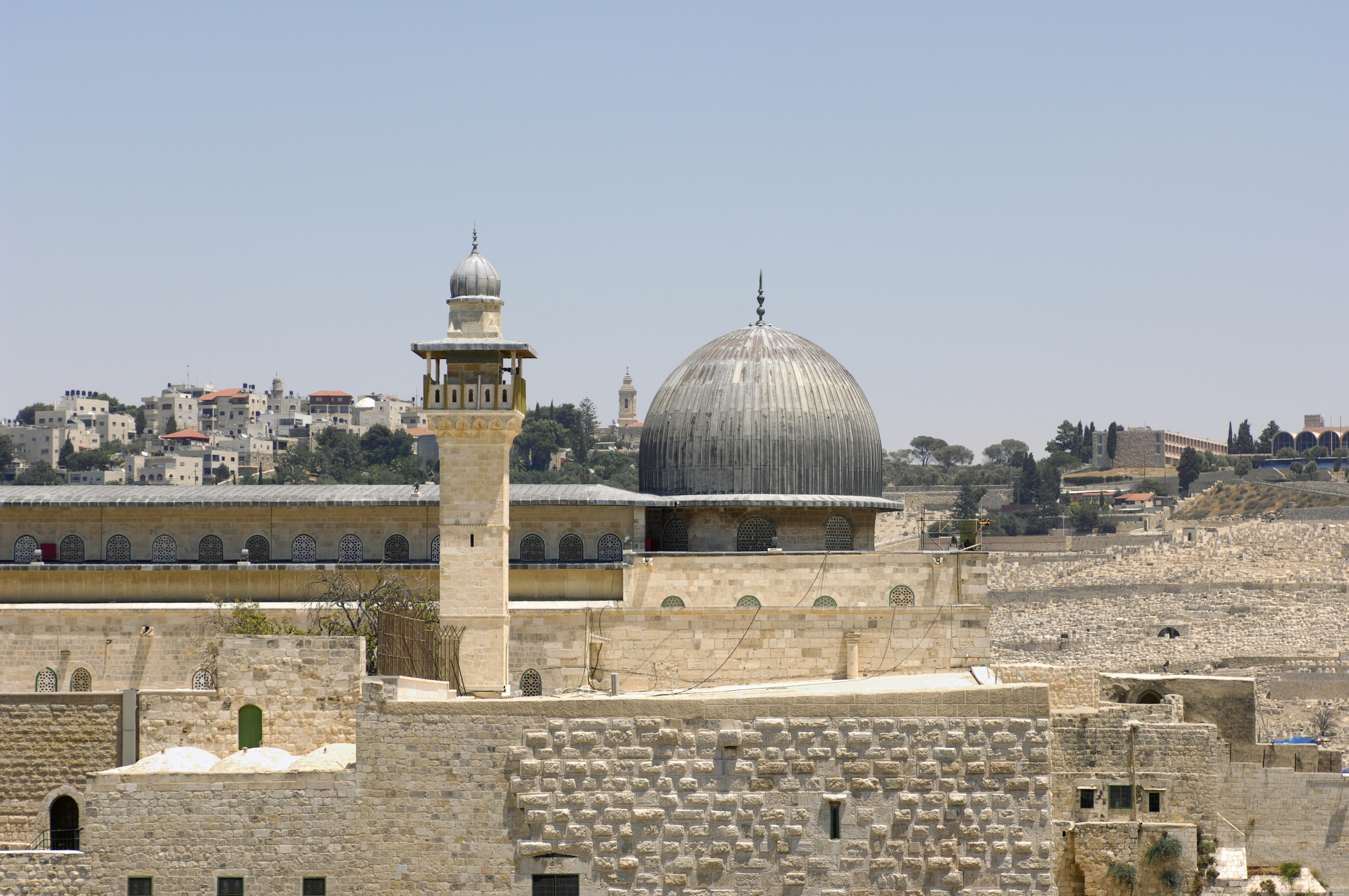
Mešita al-Aksá, třetí nejsvětější místo islámu

Jeruzalém je posvátným místem tří hlavních světových monoteistických náboženství: judaismu, křesťanství a islámu. Podle statistické ročenky z roku 2000 se ve městě nachází 1204 synagog, 158 kostelů a 73 mešit. Navzdory snahám o pokojné mírové náboženské soužití jsou některá místa, jako například Chrámová hora, místem neustálého napětí a sporů.
Pro židy je Jeruzalém nejposvátnějším místem. To pramení z víry, že si Hospodin toto místo vyvolil, aby zde přebýval. Zasvěcen byl Židům Jeruzalém již v 10. století př. n. l., kdy jej hlavním městem biblického Izraele prohlásil král David. Nejvýsadnější postavení má Jeruzalém rovněž proto, že zde stály dva jeruzalémské Chrámy, konkrétně Šalomounův chrám a později druhý Chrám. O významnosti města svědčí i jeho zmínka v Bibli, kde je jmenováno celkem 632krát. Nejsvětějším židovským místem je v Jeruzalémě Západní zeď, známá též jako Zeď nářků, která je pozůstatkem vnější hradby druhého Chrámu. Jeruzalém ovlivnil i stavbu synagog po celém světě, které jsou tradičně stavěny tak, aby byl aron ha-kodeš (schrána na Tóru) směrem k tomuto městu (u jeruzalémských synagog pak má směřovat k Chrámové hoře). Směrem k Jeruzalému se rovněž recitují, podle předpisu v Mišně, který byl kodifikován v kodexu Šulchan aruch, denní modlitby.

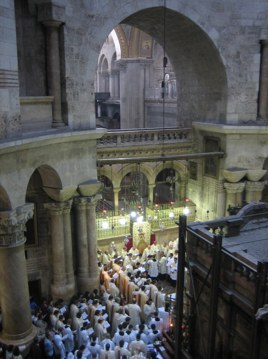
Bazilika Svatého hrobu

Křesťanství uctívá Jeruzalém nejenom pro jeho starozákonní historii, ale rovněž pro jeho významnost v životě Ježíše Nazaretského. Podle Nového zákona byl Ježíš do Jeruzaléma přinesen krátce po svém narození a později, již jako dospělý, vyčistil druhý Chrám. Byl to rovněž Jeruzalém, kde měl Ježíš podle tradice se svými apoštoly poslední večeři (též večeři Páně) na hoře Sijón. Významnými křesťanskými místy jsou Via Dolorosa (Křížová cesta) na Golgotu a Golgota samotná, která má být místem Ježíšova ukřižování. Evangelium podle Jana popisuje Golgotu jako místo „blízko města,“ zatímco archeologické nálezy z 90. let 20. století naznačují, že se Golgota mohla nacházet poblíž hradeb uvnitř dnešní hranice města. Za biblickou Golgotu je však většinou křesťanů považováno místo, na němž stojí bazilika Svatého hrobu, která je již téměř dva tisíce let křesťanským poutním místem.
Jeruzalém je v neposlední řadě považován za třetí nejsvětější místo islámu. O jeho významnosti svědčí i to, že jeruzalémská Chrámová hora byla vůbec prvním ze dvou míst, jejichž směrem (kibla) směřovaly muslimské modlitby (arabsky: صلاة, salát). Mohamed však po roztržce s židy, kteří jej nepřijali za svého proroka, změnil kiblu ke svatyni Ka'ba v Mekce. Pro islám má nicméně Jeruzalém význam především díky Mohamedově noční cestě v roce 620. Muslimové věří, že se Mohamed zázračně přenesl z Mekky na Chrámovou horu, odkud vstoupil na nebesa, kde se setkal s proroky islámu. Přesto však v Koránu samotném není o Jeruzalému žádná zmínka, přinejmenším ne výslovná. Běžné muslimské komentáře však ztotožňují místo, odkud měl Mohamed vystoupit do sedmého nebe, navštívit ráj a peklo a hovořit s Alláhem a proroky, s Chrámovou horou. Konkrétně první verš súry Noční cesta (Al-Isrá´) zmiňuje jako cíl Mohamedovy cesty nejvzdálenější mešitu (arabsky mešitu al-Aksá). Dnes se na Chrámové hoře nacházejí dvě muslimské památky, které tuto událost připomínají: mešita al-Aksá, jejíž jméno je podle muslimů zmíněno v Koránu, přestože v době jeho vzniku ještě tato mešita neexistovala, a Skalní dóm, který stojí nad základním kamenem, z něhož, jak muslimové věří, Mohamed vstoupil na nebesa.

## Ekonomika

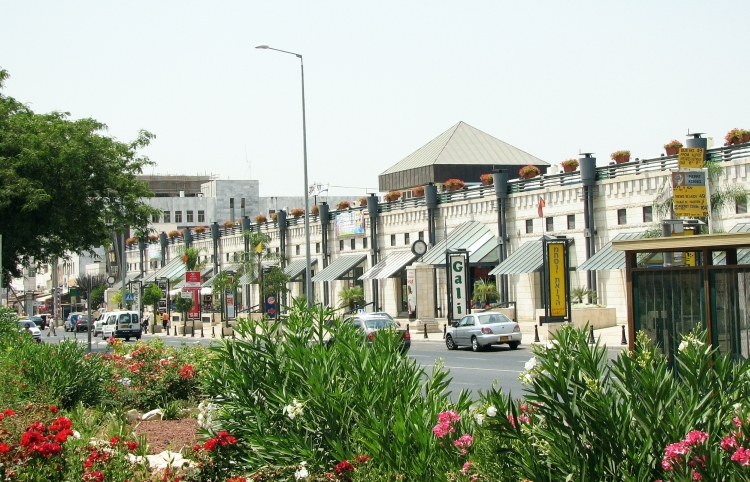
Nákupní centrum Chadar, Talpijot

Historicky byla jeruzalémská ekonomika postavena téměř výhradně na věřících poutnících, a to hlavně kvůli vzdálenosti od hlavních přístavů v Jaffě a Gaze. Jeruzalémské religiózní památky zůstávají i dnes nejnavštěvovanější zahraničními návštěvníky a většina turistů navštíví Západní zeď a Staré Město, nicméně v uplynulých zhruba padesáti letech začalo být stále jasnější, že Jeruzalém nemůže stavět svou ekonomiku jen na náboženském cestovním ruchu a své náboženské významnosti.

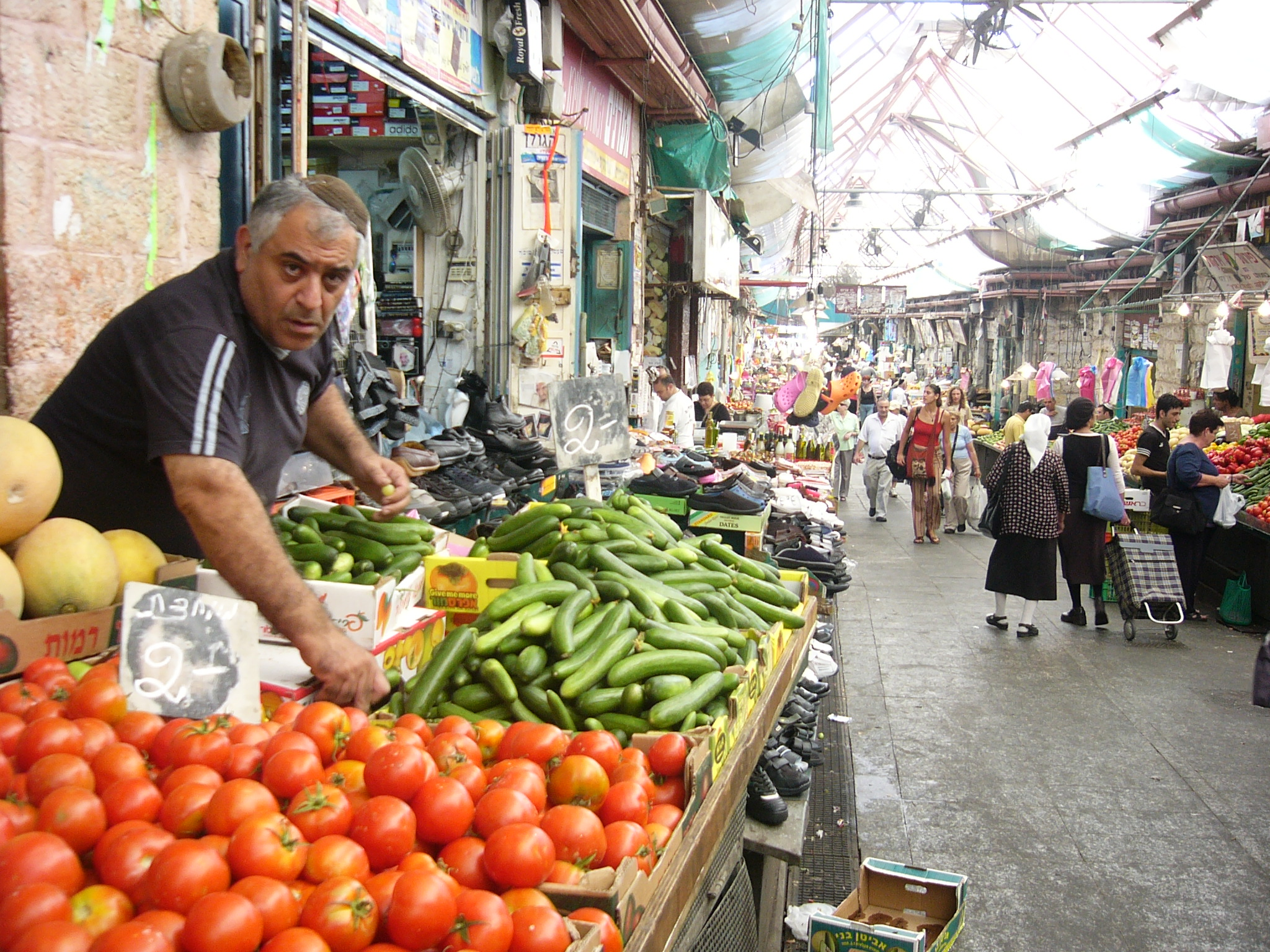
Trh Machane Jehuda v západním Jeruzalémě

Ačkoliv mnohé statistiky indikují ekonomický růst, od roku 1967 východní Jeruzalém ve vývoji zaostával za západním Jeruzalémem. Podíl domácností se zaměstnanými osobami je navíc vyšší u arabských domácností (76,1 %) než u židovských domácností (66,8 %). Míra nezaměstnanosti je v Jeruzalémě 8,3 %, což je mírně lepší než celostátní průměr, který činí 9 %. V uplynulých letech došlo ve městě k dramatickému nárůstu chudoby; mezi lety 2001 a 2007 se počet lidí žijící pod hranicí chudoby zvýšil o 40 %. V roce 2006 činila průměrná měsíční mzda 5940 šekelů (tj. 1410 amerických dolarů), což je o 1350 šekelů méně než průměrná měsíční mzda v Tel Avivu.

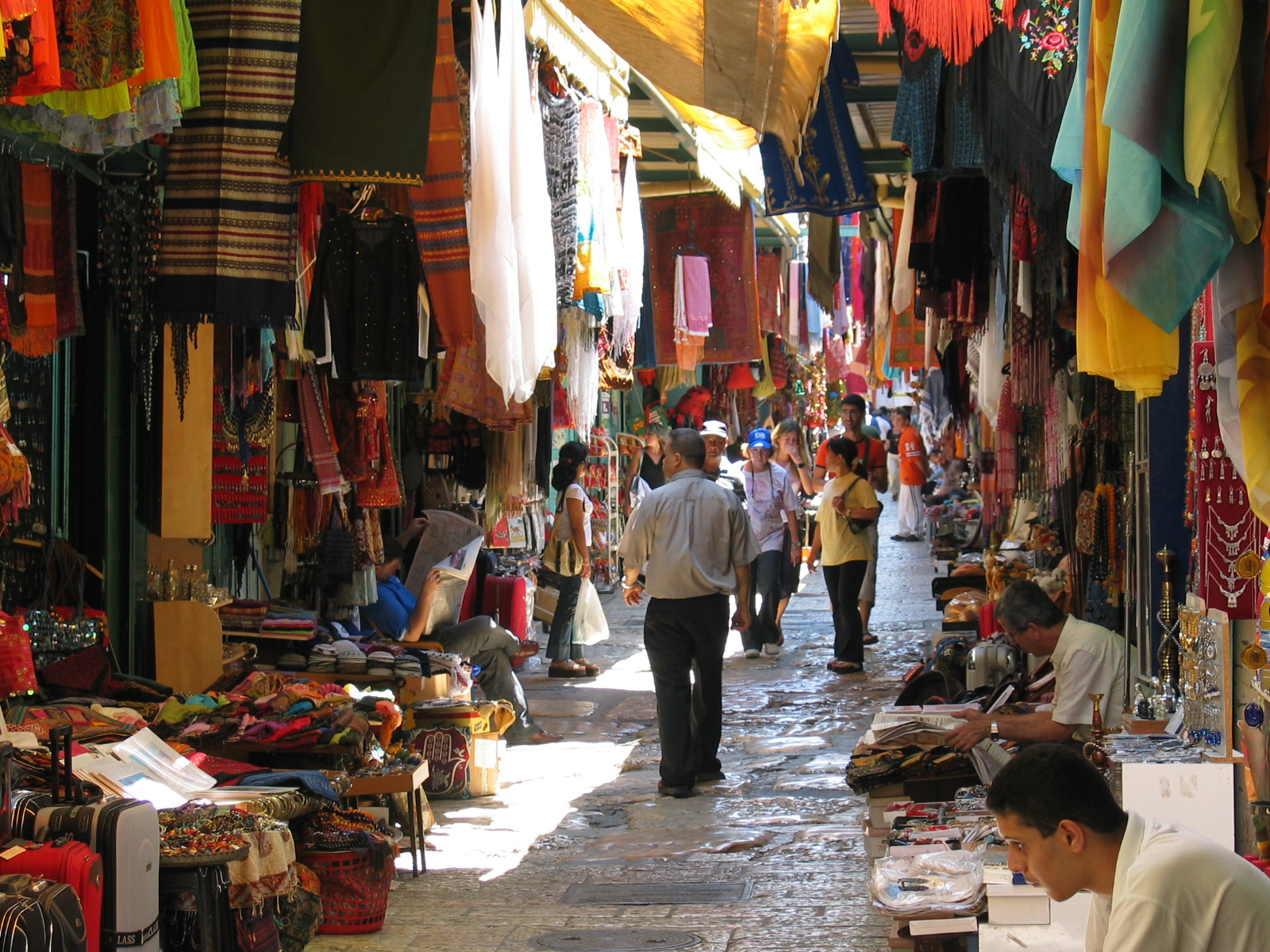
Tržiště ve Starém Městě

Během britského Mandátu byl přijat zákon, podle něhož musí být všechny budovy postaveny z jeruzalémského kamene, aby se zachoval jedinečný historický a estetický ráz města. Dodržování tohoto zákona, který stále platí, odrazuje těžký průmysl od Jeruzaléma; pouze 2,2 % území Jeruzaléma má funkční využití pro „průmysl a infrastrukturu.“ Pro srovnání, podíl pozemků s funkčním využitím pro průmysl a infrastrukturu je v Tel Avivu dvojnásobně velký a v Haifě dokonce sedminásobně velký.
Pouze 8,5 % pracovně činných obyvatel Jeruzalémského distriktu je zaměstnáno ve zpracovatelském průmyslu, což je zhruba polovina celostátního průměru, který činí 15,8 %. Naopak celostátní průměr je překračován v zaměstnanosti ve školství (17,9 % oproti 12,7 %), zdravotnictví a sociální péči (12,6 % oproti 10,7 %), ve službách (6,4 % oproti 4,7 %) a veřejné správě (8,2 % oproti 4,7 %). Ačkoliv Tel Aviv zůstává i nadále izraelským finančním centrem, stále větší počet hi-tech společností se stěhuje do Jeruzaléma a v roce 2006 zde tvořily 12 tisíc pracovních míst. Průmyslový park Har Chocvim na severu Jeruzaléma je domovem některých hlavních izraelských korporací, mezi něž patří Intel, Teva Pharmaceutical Industries, Ophir Optronics a ECI Telecom. Plány expanze parku představují kapacity pro dalších sto firem, požární stanici a školu na ploše o celkové rozloze 530 000 m2.
Od vzniku Izraele zůstává národní vláda hlavním hráčem v jeruzalémské ekonomice. Vláda se sídlem v Jeruzalémě generuje velké množství pracovních míst a nabízí dotace a pobídky pro nové obchodní iniciativy.
V Jeruzalémě stojí velké nemocniční komplexy jako nemocnice Hadasa nebo nemocnice Ša'arej Cedek. Převážně pro ultraortodoxní židovskou populaci slouží nemocnice Bikur cholim.

## Doprava

### Železniční doprava

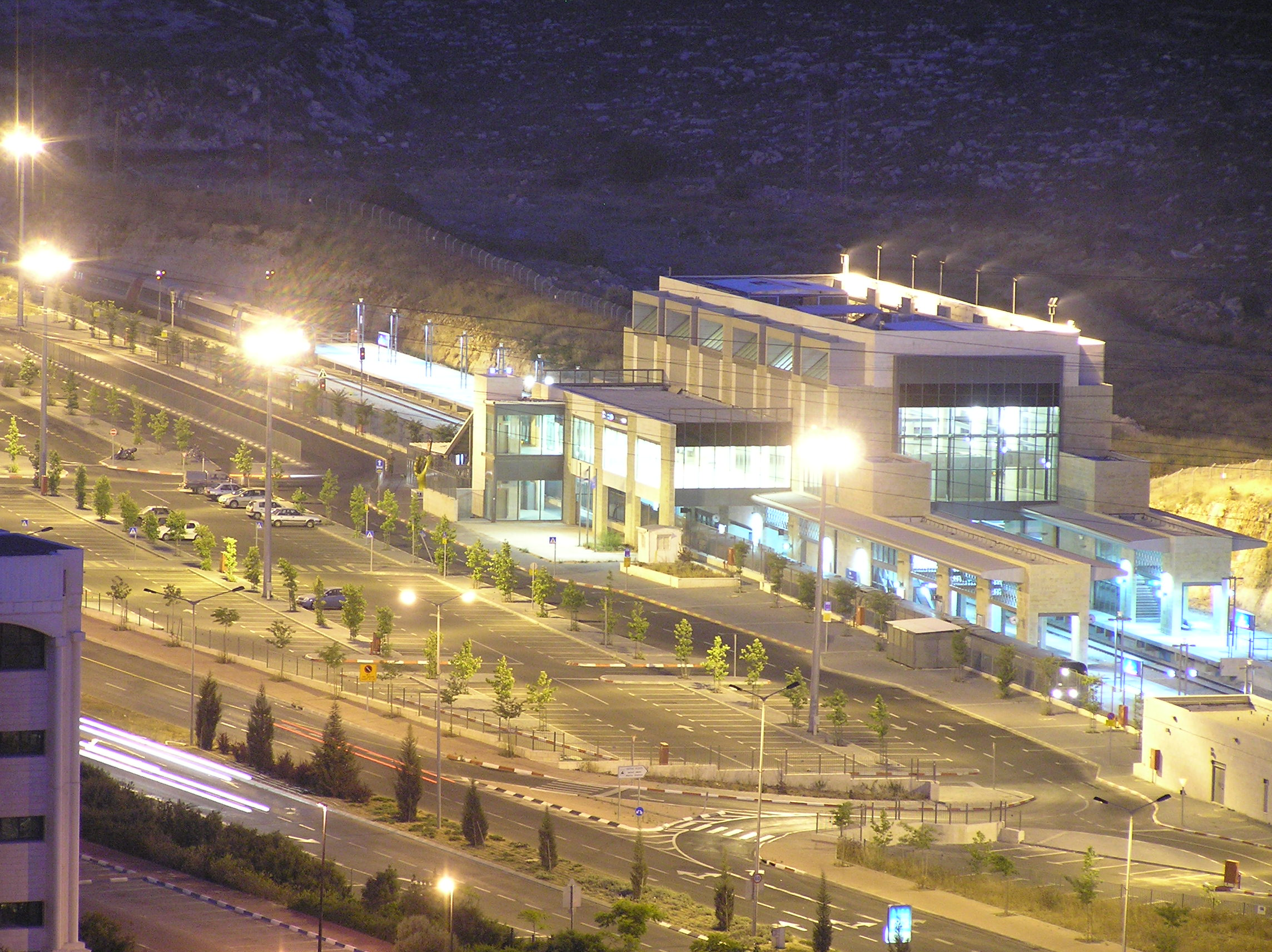
Železniční stanice Malcha.

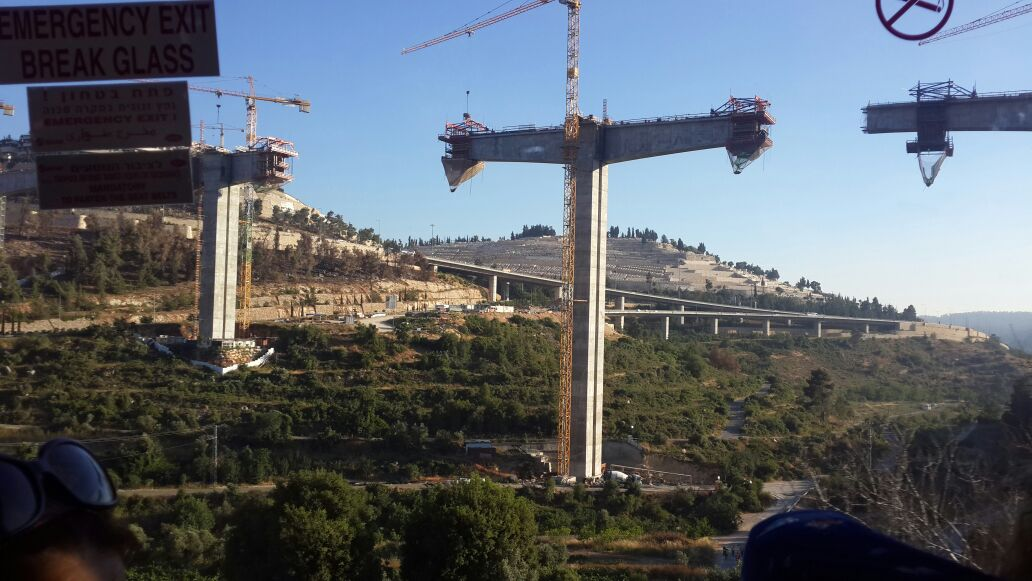
Výstavba železničního mostu přes údolí Emek ha-Arazim.

Od 90. let 19. století byl Jeruzalém napojen na železniční trať z Jaffy přes město Bejt Šemeš. Stojí tu stanice Gan ha-chajot ha-tanachi a stanice Jerušalajim Malcha. Původní koncová historická železniční stanice Jerušalajim fungovala do 90. let 20. století a pak po velké rekonstrukci tratě již nebyla obnovena a neslouží svému účelu. Trať má i po rekonstrukci omezený dopravní význam. Její trasa totiž sleduje křivolaká údolí na západních přístupech k Jeruzalému a kapacitně ani časově nemůže výrazněji konkurovat jiným druhům přepravy. Bývá ovšem tradičně využívána turisty.
Roku 2018 bylo uvedeno do provozu i druhé vlakové spojení Jeruzaléma. Od severozápadu je do města zaústěna vysokorychlostní železniční trať Tel Aviv – Jeruzalém. Inženýrsky náročná stavba zahrnuje úsek o délce 22 kilometrů s několika mosty a tunely. Překonává výrazné stoupání z pobřežní planiny do Judských hor. Vede od soutěsky Ša'ar ha-Gaj, pod městem Mevaseret Cijon až do centra Jeruzaléma (kongresové centrum Binjanej ha-Uma ve čtvrti Kirjat ha-Memšala), kde vyrostla v hloubce 80 metrů podzemní konečná stanice Jerušalajim Jicchak Navon. Stavbu železnice provázely četné spory ohledně ekologických dopadů a inženýrských řešení (například překonání vádí Nachal Jitla). Čelila i politickým kontroverzím. Vede totiž krátkým úsekem přes Latrunský výběžek, který je součástí Západního břehu a je považován většinou mezinárodního společenství za okupované území. Z toho důvodu se v květnu 2011 ze spolupráce na výstavbě úseku stáhla německá státní firma Deutsche Bahn.
Nová železnice má zásadní dopad na dopravní poměry. Roku 2018 byla otevřena jen v úseku z Jeruzaléma na mezinárodní letiště, protože v úseku do Tel Avivu nebyla dokončena instalace elektrické trakce. Na mezinárodním letišti se proto zatím muselo přestupovat. Cesta do Tel Avivu by se po plném dokončení tratě (a zavedení přímého spoje) měla zkrátit na 28 minut, čímž se mají ekonomicky propojit obě největší města v Izraeli. Díky napojení na Ben Gurionovo mezinárodní letiště se má zvýšit i turistická dostupnost Jeruzaléma. Přesun části osobní přepravy na železnici měl rovněž ulevit trvale přetíženému silničnímu spojení Jeruzaléma s pobřežím. Ve výhledu je prodloužení trati dál do centra Jeruzaléma. Mají zde vzniknout dvě nové podzemní stanice, jedna poblíž křížení Ulice Krále Jiřího a Jaffské ulice, druhá přímo pod Židovskou čtvrtí Starého Města, nedaleko Zdi nářků (tato stanice měla být na počest amerického prezidenta pojmenována po Donaldu Trumpovi).

### Silniční doprava
Páteří silniční dopravy v Jeruzalémě je několik komunikací dálničního typu. Hlavní východozápadní osou a spojnicí s Tel Avivem je dálnice číslo 1, jež prochází severními předměstími a pokračuje pak na východ až k Mrtvému moři. Druhým kapacitním východozápadním spojením s Tel Avivem je dálnice číslo 443, která vychází ze severozápadního okraje Jeruzaléma a vede pak okolo osady Giv'at Ze'ev k Modi'inu. Z velké části ovšem prochází Západním břehem Jordánu a během druhé intifády zažívala opakované narušení provozu kvůli teroristickým útokům. V období po intifádě se situace na této dopravní tepně uklidnila.

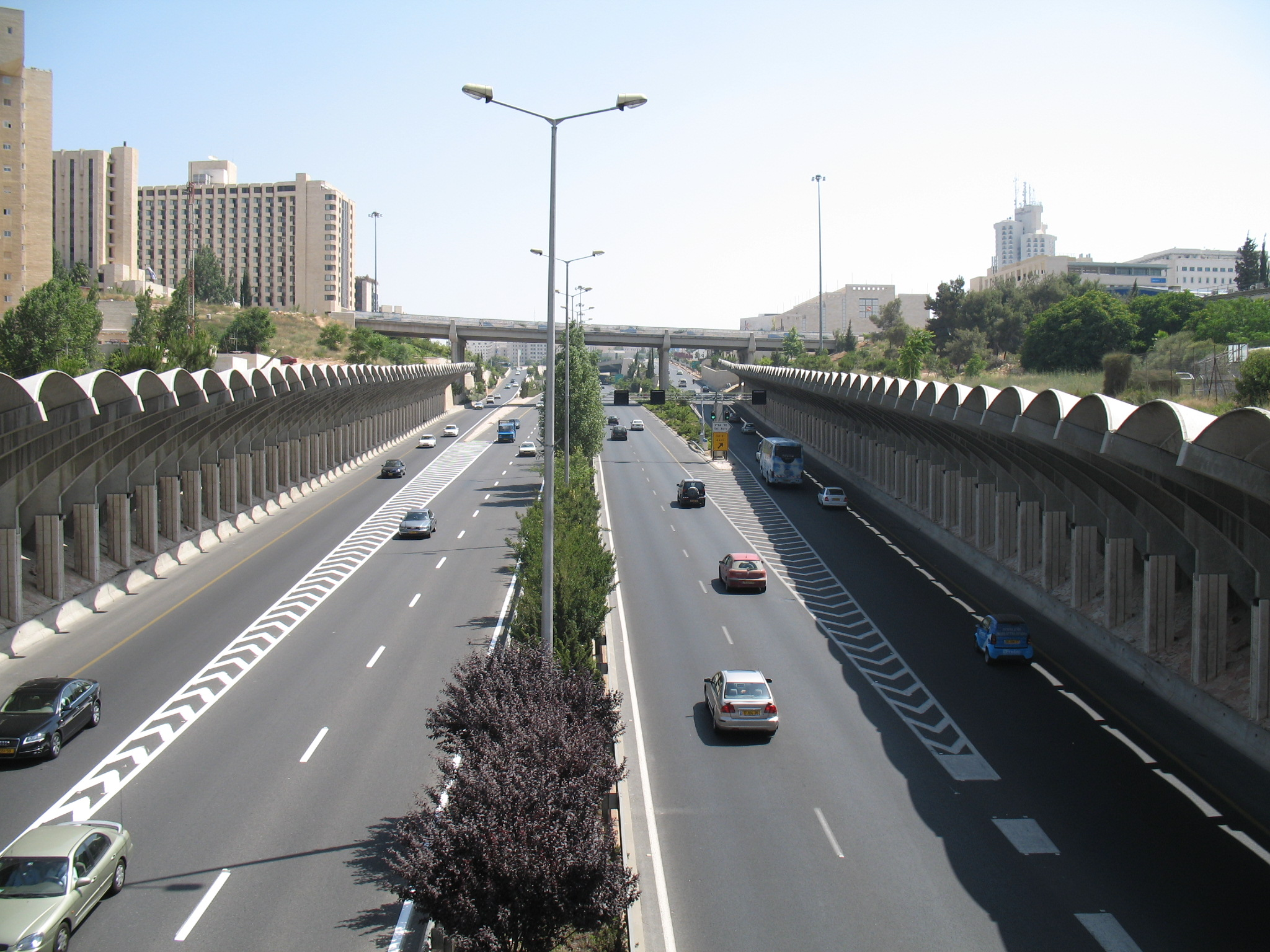
Beginova silnice, hlavní severojižní průtah.

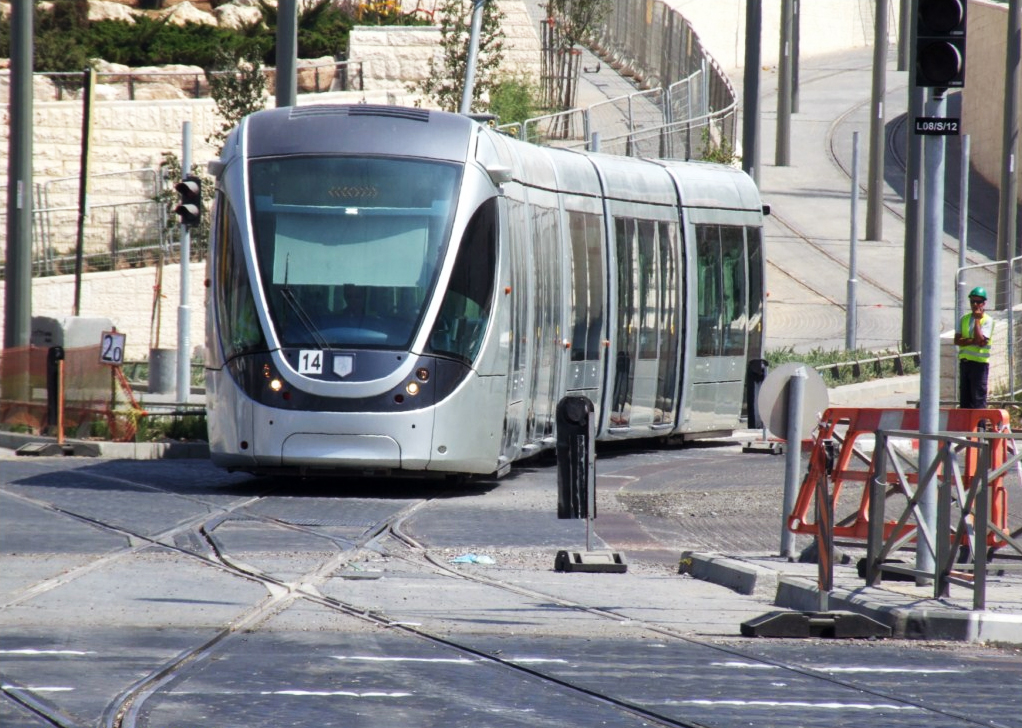
Jeruzalémská tramvajová doprava

Podobnou páteřní roli hrála v severojižním směru tradičně silnice číslo 60, která spojuje hlavní populační centra hustě zalidněného hřbetu Samařska i Judských hor, tedy Náblusu, Ramalláhu, Jeruzaléma, Betléma i Hebronu. V širších dopravních tocích si tato silnice sice udržela svůj význam (byť komplikovaný jejím průchodem skrz palestinské oblasti Západního břehu), v rámci samotného Jeruzaléma je ovšem její role menší, protože prochází dopravně nevyhovujícími historickými partiemi města. Roli severojižního průtahu tak v oblasti vlastního Jeruzaléma hraje nová dálniční komunikace o délce přes 15 kilometrů, dálnice číslo 50 neboli Beginova silnice či třída Menachema Begina, která vyrostla v několika etapách od 90. let 20. století do 2. dekády 21. století a nabízí kapacitní spojení od severních partií okolo Atarotu až na jižní okraj města u čtvrti Gilo, kde se napojuje na původní trasu silnice číslo 60 do regionu Guš Ecion a na Hebron.
V projektové fázi jsou i některé další významné komunikace, například východní obchvat Jeruzaléma, který má být další severojižní spojnicí.

### Městská hromadná doprava
V městské hromadné (ale i veřejné dálkové) dopravě zcela dominují autobusy, které hustou sítí linek pokrývají všechny části města. Meziměstské spoje jsou soustředěny na Jeruzalémské centrální autobusové nádraží (autobusový terminál převážně pro arabskou populaci funguje i ve Východním Jeruzalémě).
Průlomem v MHD bylo zprovoznění první linky jeruzalémské tramvajové dopravy roku 2011. Spojuje severní předměstí, centrum města a západní okraje Jeruzaléma. Vyvolala rozsáhlé změny v dopravních vztazích v historickém jádru města.

### Letecká doprava
Letecká doprava je odkázaná na Ben Gurionovo mezinárodní letiště u Tel Avivu, jehož časová i kapacitní dostupnost se zprovozněním vysokorychlostní železnice dramaticky zvýší. V roce 2018 toto letiště odbavilo téměř 23 miliony cestujících.
Severně od průmyslové zóny Atarot v nejsevernějším výběžku Jeruzaléma se sice nachází areál letiště Atarot (též zváno letiště Kalandia). Letiště ovšem prostorově nevyhovovalo pro větší stroje a vzhledem k husté okolní zástavbě nemělo prostor pro případnou expanzi. Kvůli zhoršení bezpečnostní situace (letiště je obklopeno převážně palestinskými čtvrtěmi) je od dob druhé intifády trvale zavřeno.

## Sport

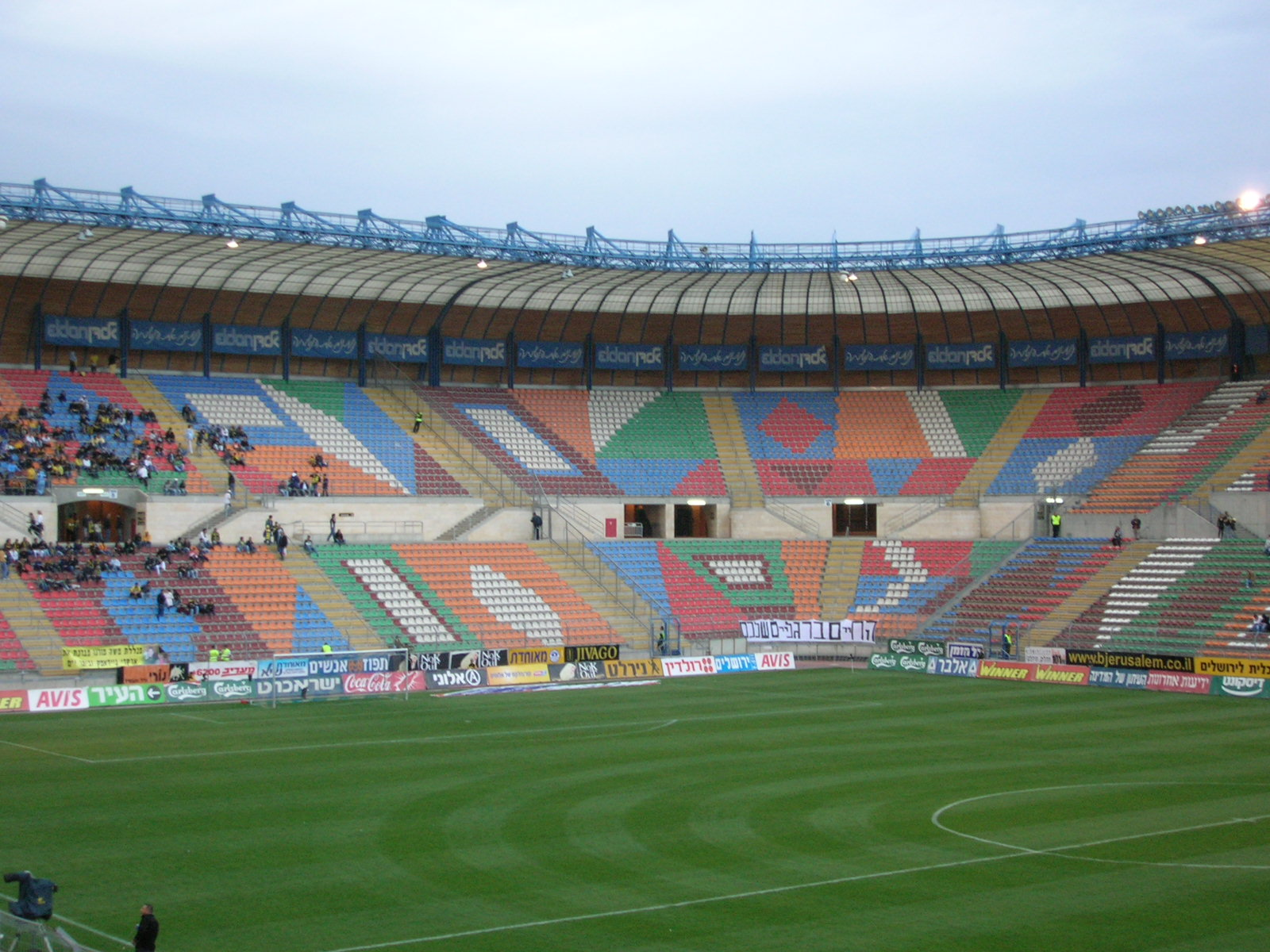
Stadion Teddy

Mezi dva nejpopulárnější sporty patří v Jeruzalémě fotbal a basketbal. Ve městě sídlí fotbalový klub Bejtar Jeruzalém, který patří k nejznámějším v zemi. Mezi jeho fanoušky patří i političtí představitelé, kteří zápasy často navštěvují. Dalším velkým fotbalovým klubem, který patří mezi rivaly Bejtaru, je Hapoel Jeruzalém. Zatímco Bejtar byl šampionem Izraelského státního poháru (Israel State Cup) sedmkrát, Hapoel se stal šampionem pouze jednou. V nejvyšší lize pak Bejtar vyhrál šestkrát, zatímco Hapoel nikdy. Bejtar hraje v nejprestižnější izraelské Ligat HaAl, zatímco Hapoel je v druhé divizi Ligy Leumit.
V basketbalu hraje v top divizi basketbalový klub Hapoel Jerusalem. Klub vyhrál třikrát Státní pohár a v roce 2004 ULEB Cup. Hlavním jeruzalémským fotbalovým stadionem je již od svého otevření v roce 1992, Stadion Teddyho Kolleka, který má kapacitu 21 600 návštěvníků.
Každoroční událostí je Jeruzalémský půlmaraton, při němž běžci z celého světa závodí na trase, která vede kolem některých z nejznámějších jeruzalémských památek. Kromě 21,1kilometrového půlmaratonu mohou běžci zvolit kratší 10kilometrovou trasu. Obě trasy začínají a končí na stadionu v Giv'at Ram.

## Slavní rodáci
- Jiga'el Jadin (1917–1984), izraelský archeolog, generál a politik[113]
- Jicchak Navon (1921–2015), izraelský politik, diplomat, prozaik, dramatik a pedagog, prezident Izraele v letech 1978–1983[114]
- Jicchak Rabin (1922–1995), izraelský politik, diplomat, premiér Izraele v letech 1974 až 1977 a od roku 1992 až do své smrti, nositel Nobelovy ceny za mír za rok 1994[115]
- Uzi Narkis (1925–1997), izraelský generál, velitel Izraelských obranných sil během šestidenní války[116]
- Re'uven Rivlin (* 1939), právník, politik, prezident Izraele v letech 2014–2021[117]
- Amos Oz (1939–2018), izraelský spisovatel, novinář a vysokoškolský profesor[118]
- Ada Jonathová (* 1939), izraelská vědkyně, odbornice na krystalografii, nositelka Nobelovy ceny za chemii za rok 2009[119]
- Sirhan Sirhan (* 1944), palestinsko-jordánský doživotně odsouzený atentátník zodpovědný za smrt senátora Roberta Kennedyho[120]
- Dan Meridor (* 1947), politik, ministr financí Izraele a ministr zpravodajských služeb[121]
- Ido Netanjahu (* 1952), radiolog, spisovatel a dramatik[122]
- Elie Tahari (* 1952), izraelský módní návrhář[123]
- David Grossman (* 1954), izraelský spisovatel a esejista[124]
- Nir Barkat (* 1959), izraelský podnikatel, politik a starosta Jeruzaléma v letech 2008–2018[125]
- Eli Ohana (* 1964), bývalý izraelský profesionální fotbalista[126]
- Elon Lindenstrauss (* 1970), izraelský matematik a vysokoškolský profesor[127]
- Mili Avital (* 1972), izraelská herečka[128]
- Leigh Bardugo (* 1975), americká spisovatelka fantasy knih[129]
- Jasmin Levy (* 1975), izraelská zpěvačka[130]
- Natalie Portmanová (* 1981), izraelsko-americká herečka, držitelka Oscara[131]
- Šachar Pe'erová (* 1987), bývalá izraelská profesionální tenistka[132]
- Ori Sason (* 1990), izraelský zápasník – judista, bronzový olympijský medailista z LOH 2016[133]

## Partnerská města
- Ajabe, Japonsko
- Fás, Maroko
- Marseille, Francie
- New York, Spojené státy americké
- Praha, Česko